# Parque nacional de Mesa Verde
El parque nacional de Mesa Verde (en inglés Mesa Verde National Park) es un parque nacional de los Estados Unidos, declarado también Patrimonio de la Humanidad por la Unesco en 1978. Está situado en el condado de Montezuma, en el sudoeste de Colorado. El parque ocupa 211 kilómetros cuadrados y contiene numerosas ruinas de habitaciones y aldeas construidas por el pueblo anasazi. Destacan las construcciones realizadas en cuevas y bajo salientes de los acantilados; entre ellas Cliff Palace.
Estos poblados de piedra, grandes y bien construidos, son el resultado de una larga ocupación durante la cual se fueron agregando habitaciones y almacenes de manera aparentemente aleatoria.  
A partir del 7500 a. C. Mesa Verde estuvo habitada estacionalmente por un grupo de paleoindios nómadas conocidos como el Complejo Montañés de Foothills. La variedad de puntas de proyectil encontradas en la región indica que estaban influenciados por las áreas circundantes, incluyendo la Gran Cuenca, la Cuenca del San Juan, y el Valle del Río Grande. Más tarde, los pueblos del Periodo Arcaico en Norteamérica establecieron refugios semipermanentes en la mesa y sus alrededores. Hacia el año 1000 a. C., la cultura de los cesteros surgió de la población arcaica local, y hacia el 750 d. C. los pobladores ancestrales se habían desarrollado a partir de la cultura de los cesteros.
Los pobladores sobrevivieron combinando la caza, la recolección y la agricultura de subsistencia con cultivos como el maíz, las judías y la calabaza. Construyeron los primeros pueblos de la mesa después del año 650 y, a finales del siglo XII, empezaron a construir las enormes viviendas en los acantilados que han dado fama al parque. Hacia 1285, tras un periodo de inestabilidad social y medioambiental provocado por una serie de sequías graves y prolongadas, abandonaron la zona y se trasladaron al sur, a lugares de Arizona y Nuevo México, como el Río Chama, la cuenca de Albuquerque, la meseta del Pajarito y el pie de la sierra de la Sangre de Cristo.

## Geografía
El parque se extiende 21,2 kilómetros de norte a sur y 19,2 de este a oeste. El terreno está dominado por sierras y valles en dirección norte-sur. Muchas de las sierras culminan en una cresta cerca del extremo norte del parque.

## Geología
Aunque los primeros exploradores españoles de la zona llamaron a la zona Mesa Verde, el término es erróneo, ya que las verdaderas mesas son casi perfectamente planas. Dado que Mesa Verde está inclinada hacia el sur, el término geológico correcto es cuesta, no mesa. El parque está formado por varias cuestas más pequeñas situadas entre cañones. La inclinación de Mesa Verde contribuyó a la formación de las alcobas que han conservado las viviendas del acantilado de la zona.
A finales del Cretácico, el Esquisto de Mancos se depositó sobre la Arenisca de Dakota, que es la formación rocosa que se encuentra bajo gran parte de Colorado. Los lechos del esquisto de Mancos son "areniscas, fangolitas y pizarras de grano fino" que se acumularon en las aguas profundas del Cretácico. Tiene un alto contenido en arcilla, lo que hace que se expanda cuando se moja, provocando el deslizamiento del terreno. Encima de este esquisto, hay tres formaciones del grupo Mesaverde que reflejan los cambios en el ambiente deposicional de la zona a lo largo del tiempo. La primera es la Arenisca de Point Lookout, que debe su nombre a la característica Point Lookout en el parque (elevación 8427 pies). Esta arenisca, que se formó en el entorno marino de aguas poco profundas cuando el mar Cretácico estaba retrocediendo, es "masiva, de grano fino, de estratificación cruzada y muy resistente", reflejando en sus capas las olas y corrientes que estaban presentes durante la época de su formación. Sus sedimentos tienen aproximadamente 400 pies de espesor, y sus capas superiores presentan invertebrados fosilíferos.
A continuación se encuentra la Formación Menefee, la formación intermedia cuyo contenido presenta esquistos carbonosos intercalados, limolitas y areniscas. Éstas se depositaron en ambientes semimarinos de agua salobre, como pantanos y lagunas. Debido a su entorno deposicional y a la materia orgánica de su composición, hay finos filones de carbón que atraviesan la Formación Menefee. En la parte superior, esta formación está intruida por la arenisca Cliff House.
La arenisca Cliff House es la capa rocosa más joven de la zona. Se formó después de que el mar Cretácico se hubiera retirado por completo y, como resultado, tiene un alto contenido en arena de playas, dunas, etc. y de ahí recibe su característico tinte amarillo en las caras de sus cañones. Al igual que la arenisca de Point Lookout, tiene unos 400 pies de espesor. Contiene numerosos yacimientos fósiles de diferentes tipos de conchas, dientes de peces y otros restos de invertebrados procedentes del retroceso del mar. Las zonas de esquisto de esta zona determinan dónde se formaron las alcobas en las que los Ancestrales Puebloans construyeron sus viviendas.
A lo largo del Cretácico y a principios del Terciario, se produjo un levantamiento en la zona de la Meseta del Colorado, las Montañas de San Juan y las Montañas de La Plata, que condujo a la formación del pedimento de Mesa Verde con la ayuda de la erosión. Pequeños canales de agua atravesaron esta formación depositando grava. Más tarde, en el terciario, el último período de levantamiento e inclinación de la roca hacia el sur hizo que estos arroyos cortaran rápidamente la roca removiendo los sedimentos sueltos y formando los vastos cañones que se ven hoy en día. Esto provocó el aislamiento del pedimento de Mesa Verde de la roca circundante. En la actualidad, dado que el clima es más árido, estos procesos erosivos se ralentizan.

## Habitantes

### Paleoindios

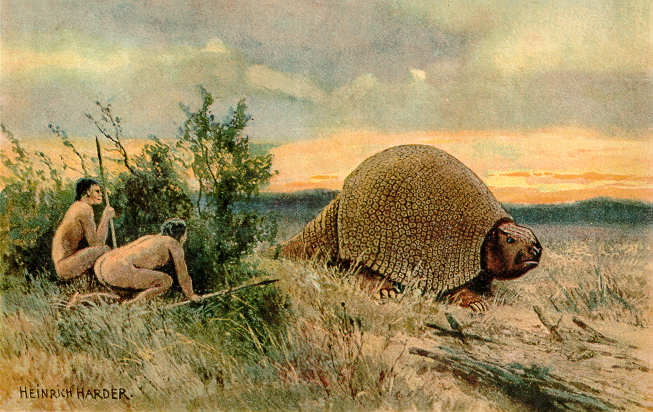
Paleoindios cazando un gliptodonte, por Heinrich Harder c. 1920.

Los primeros ocupantes de la región de Mesa Verde, que abarca desde el sureste de Utah hasta el noroeste de Nuevo México, fueron paleoindios nómadas que llegaron a la zona c. 9500 a. C. Seguían manadas de caza mayor y acampaban cerca de ríos y arroyos, muchos de los cuales se secaron al retroceder los glaciares que antaño cubrían partes de las Montañas de San Juan. Los primeros paleoindios fueron la cultura Clovis y la tradición Folsom, definidas en gran medida por su forma de fabricar puntas de proyectil. Aunque dejaron evidencia de su presencia en toda la región, hay pocos indicios de que vivieran en el centro de Mesa Verde durante este tiempo.
Después del 9600 a. C., el entorno de la zona se volvió más cálido y seco, un cambio que trajo al centro de Mesa Verde bosques de pinos y los animales que prosperan en ellos. Los paleoindios empezaron a habitar la mesa en número creciente c. 7500 a. C., aunque no está claro si eran ocupantes estacionales o residentes todo el año. El desarrollo del atlatl durante este periodo les facilitó la caza menor, un avance crucial en una época en la que la mayor parte de la caza mayor de la región había desaparecido del paisaje.

### Arcaico

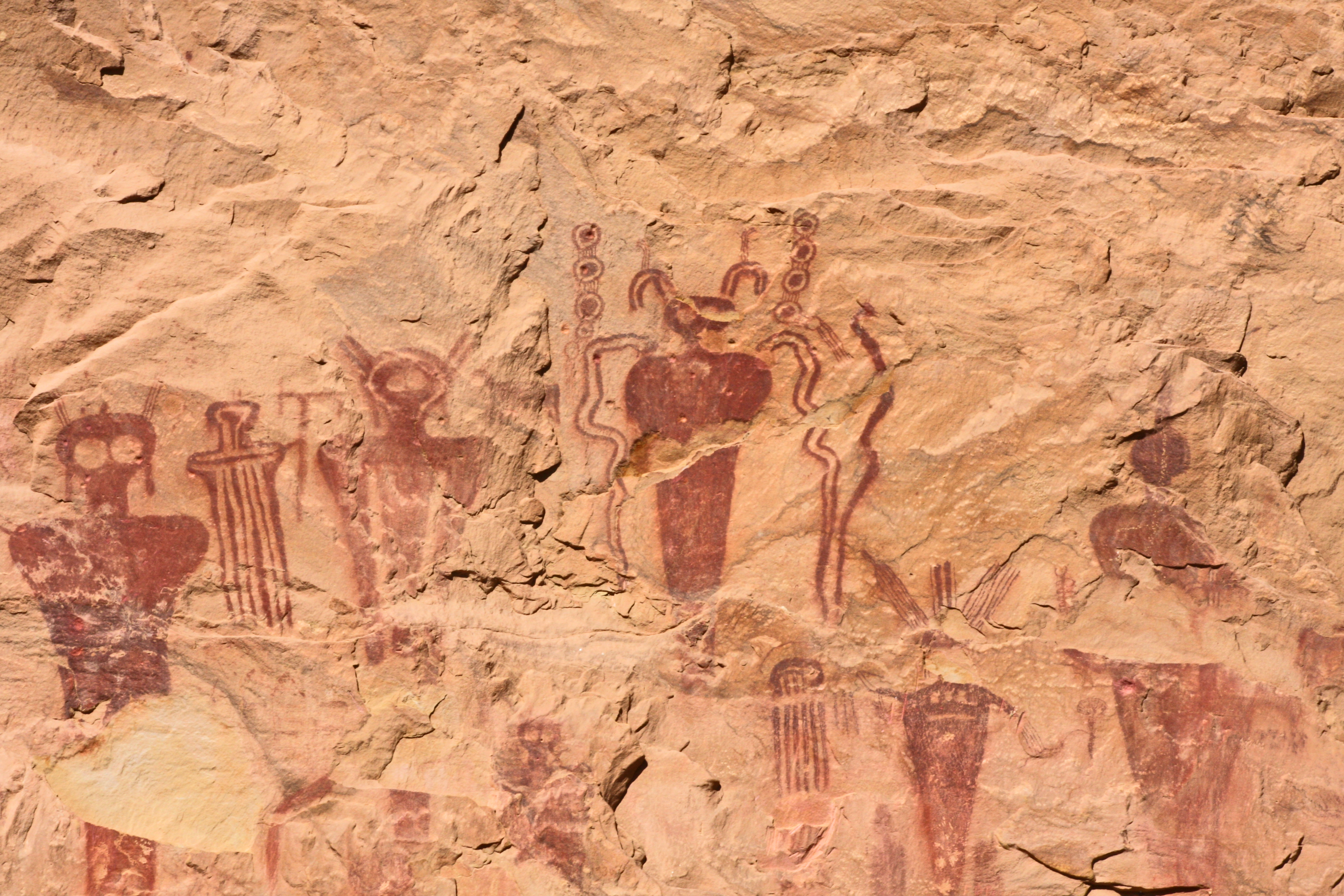
Pictogramas arcaicos, c. 2500 a. C., Cañón Sego, Utah

El año 6000 a. C. marca el comienzo del período Arcaico en Norteamérica. Los arqueólogos difieren en cuanto al origen de la población arcaica de Mesa Verde; algunos creen que se desarrollaron exclusivamente a partir de los paleoindios locales, denominados Complejo de las Montañas Foothills, pero otros sugieren que la variedad de puntas de proyectil encontradas en Mesa Verde indica influencia de las áreas circundantes, incluyendo la Gran Cuenca, la Cuenca de San Juan y el Valle del Río Grande. El pueblo Arcaico probablemente se desarrolló localmente, pero también fue influenciado por el contacto, el comercio y los matrimonios mixtos con inmigrantes de estas áreas periféricas.
Los primeros arcaicos que vivían cerca de Mesa Verde utilizaban el átlatl y recolectaban una mayor variedad de plantas y animales que los paleoindios, aunque conservaban su estilo de vida principalmente nómada. Habitaron las zonas periféricas de la región de Mesa Verde, pero también las montañas, las cimas de las mesas y los cañones, donde crearon refugios rocosos y arte rupestre, y dejaron evidencias del procesamiento de animales y talla de chert.  La estabilidad medioambiental durante este periodo impulsó la expansión de la población y las migraciones. El calentamiento y la desecación importantes entre los años 5000 y 2500 podrían haber llevado a la gente del Arcaico medio a buscar el clima más fresco de Mesa Verde, cuya mayor elevación trajo consigo una mayor acumulación de nieve que, junto con las lluvias de primavera, proporcionó cantidades relativamente abundantes de agua.
A finales del Arcaico, cada vez más gente vivía en refugios semipermanentes en la roca que conservaban bienes perecederos como cestas, sandalias y esteras. Comenzaron a fabricar una variedad de figurillas de ramitas que normalmente se asemejaban a ovejas o ciervos. El Arcaico tardío está marcado por el aumento del comercio de materiales exóticos como la obsidiana y la turquesa. Conchas marinas y abulón de la costa del Pacífico llegaron a Mesa Verde desde Arizona, y los Arcaicos las trabajaron en collares y colgantes. El arte rupestre floreció y la gente vivía en casas rudimentarias hechas de barro y madera. Sus primeros intentos de domesticación de plantas acabaron convirtiéndose en la agricultura sostenida que marcó el final del período Arcaico, c. 1000..

### Cultura cestera

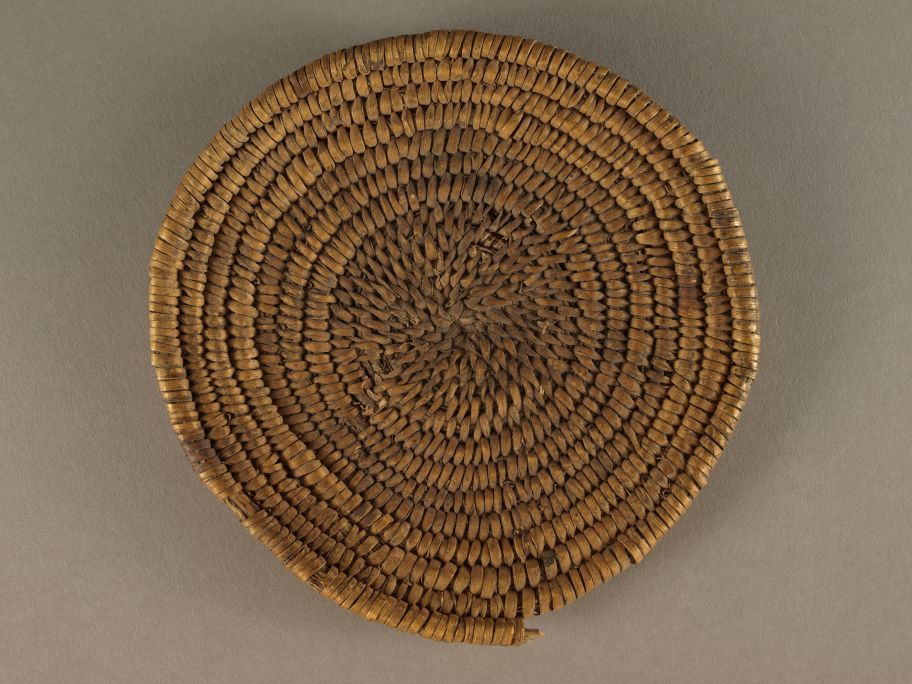
Cesto de la cultura Cestera II, c. 1 a 500.

Con la introducción del maíz en la región de Mesa Verde c. 1000 a. C. y la tendencia a abandonar el nomadismo en favor de asentamientos permanentes pithouse, los habitantes del Arcaico pasaron a lo que los arqueólogos denominan cultura cestera. Los habitantes de Pueblo de la Cestero II se caracterizan por su combinación de habilidades para la búsqueda de alimentos y la agricultura, el uso del atl, y la creación de cestas finamente tejidas en ausencia de cerámica de barro. Hacia el año 300, el maíz se había convertido en el alimento básico preeminente de la dieta del pueblo Basketmaker II, que dependía cada vez menos de las fuentes de alimentos silvestres y más de los cultivos domesticados.
Además de la fina cestería que les dio nombre, los habitantes de Basketmaker II fabricaban diversos objetos domésticos con materiales vegetales y animales, como sandalias, túnicas, bolsas, esteras y mantas. También fabricaban pipas de arcilla y piezas de juego. Los hombres Basketmaker eran relativamente bajos y musculosos, con una altura media inferior a 5,5 pies (1,7 m). Sus restos óseos revelan signos de trabajo duro y extensos viajes, incluyendo enfermedad degenerativa de las articulaciones, fracturas curadas y anemia moderada asociada a la deficiencia de hierro. Enterraban a sus muertos cerca o entre sus asentamientos, y a menudo incluían artículos de lujo como regalo, lo que podría indicar diferencias en el estatus social relativo. El pueblo Basketmaker II también es conocido por su característico arte rupestre, que puede encontrarse en toda Mesa Verde. Representaban animales y personas, tanto de forma abstracta como realista, en obras individuales y paneles más elaborados. Un tema común era el flautista jorobado que los Hopi llaman Kokopelli.

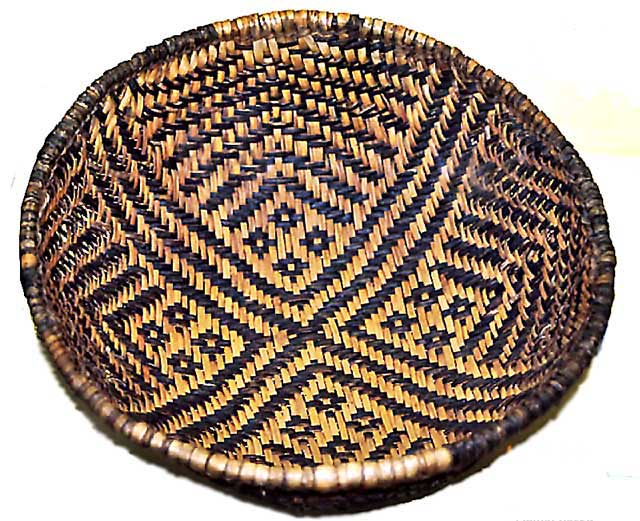
Cesta de la cultura Cestera III, c. 450 al 750.

Hacia el año 500 d. C., los atlatls estaban siendo suplantados por el arco y la flecha y las cestas por la cerámica, lo que marcó el final de la Era de la Cestera II y el comienzo de la Era de la Cestera III. Las vasijas de cerámica supusieron una importante mejora con respecto a las cestas forradas de brea, las calabazas y los recipientes de piel de animal, que habían sido los principales recipientes de almacenamiento de agua en la región. La cerámica también protegía las semillas del moho, los insectos y los roedores. Hacia el año 600, los habitantes de Pueblo ya utilizaban ollas de barro para cocinar sopas y guisos. Los asentamientos durante todo el año aparecen por primera vez alrededor de esta época. La población de la cuenca de San Juan aumentó notablemente después de 575, cuando había muy pocos sitiosCesteros III en Mesa Verde; a principios del siglo VII, había muchos sitios de este tipo en la mesa. Durante los 150 años siguientes, las aldeas consistieron normalmente en pequeños grupos de una a tres viviendas. La población de Mesa Verde c. 675 era de aproximadamente 1.000 a 1.500 personas.
Las judías y las nuevas variedades de maíz se introdujeron en la región c. 700.. En el año 775, algunos asentamientos habían crecido hasta albergar a más de cien personas; la construcción de grandes edificios de almacenamiento sobre el suelo comenzó en esta época. Los cesteros se esforzaban por almacenar alimentos suficientes para su familia durante un año, pero también conservaban la movilidad residencial para poder trasladar rápidamente sus viviendas en caso de agotamiento de los recursos o de cosechas constantemente insuficientes. A finales del siglo VIII, las aldeas más pequeñas, que solían estar ocupadas entre diez y cuarenta años, habían sido sustituidas por otras más grandes, ocupadas de forma continuada hasta por dos generaciones. El pueblo Cestero III estableció la tradición de celebrar grandes reuniones ceremoniales cerca de las estructuras de fosa de la comunidad.

### Ancestrales Puebloanos

#### Pueblo I: 750 a 900

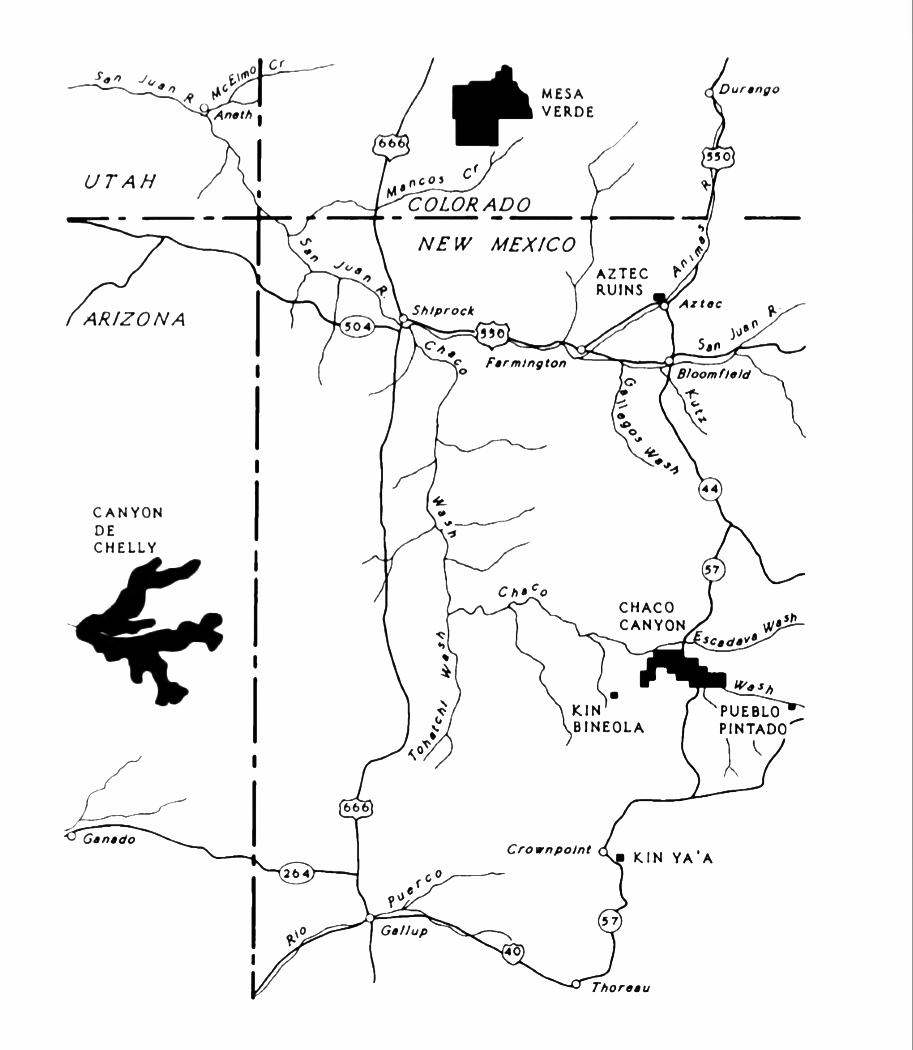
Mapa del área de Four Corners de los Estados Unidos mostrando los principales asentamientos Ancestrales Puebloanos en la Cuenca de San Juan.

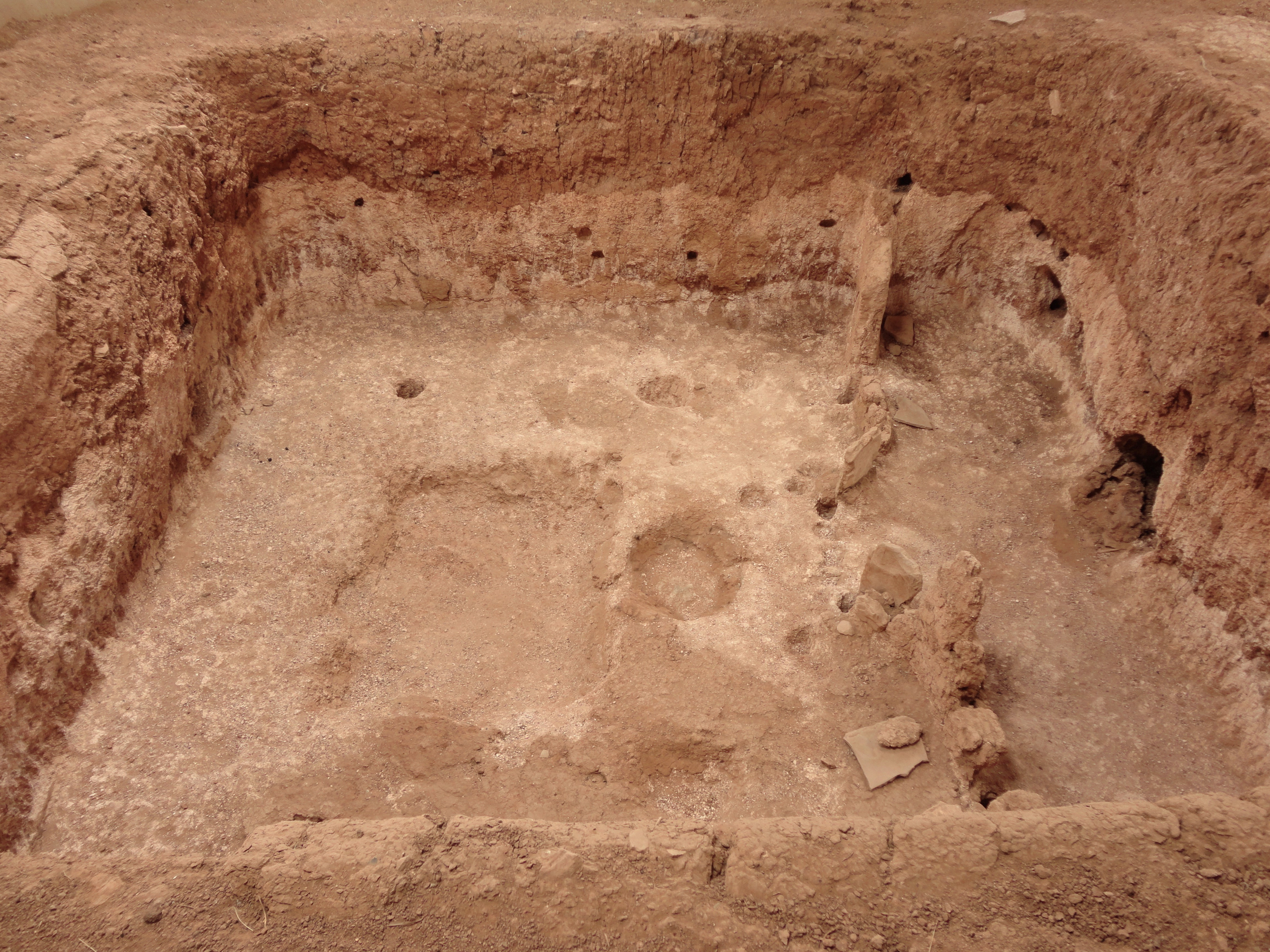
Domicilio subterráneo cuadrado, de Pueblo I protokiva en Chapin Mesa, Parque Nacional Mesa Verde.

Hacia el 750 marca el final de la Era de los Cesteros III y el comienzo del período Pueblo I. La transición se caracteriza por grandes cambios en el diseño y construcción de los edificios y en la organización de las actividades domésticas. Los Pueblo I duplicaron su capacidad de almacenamiento de alimentos de un año a dos y construyeron residencias interconectadas para todo el año llamadas Pueblo. Muchas de las actividades domésticas que antes estaban reservadas a las casas subterráneas se trasladaron a estas viviendas en la superficie. Esto modificó la función de las casas-pozo, que pasaron de ser espacios polivalentes a utilizarse principalmente para ceremonias comunitarias, aunque siguieron albergando a grandes familias, sobre todo durante los meses de invierno. A finales del siglo VIII, los habitantes de Pueblo empezaron a construir estructuras cuadradas que los arqueólogos denominan protokivas. Estas estructuras solían ser convertirse en cuevas. Normalmente tenían 1 a 1,2 m de profundidad y 4 a 6 m de ancho.
Los primeros pueblos aparecieron en Mesa Verde poco después del año 650; en 850 más de la mitad de los habitantes de Pueblo vivían en ellos. A medida que crecía la población local, a los habitantes de Pueblo les resultaba difícil sobrevivir gracias a la caza, la recolección y la jardinería, lo que les hizo depender cada vez más del maíz domesticado. Este cambio del seminomadismo a un "modo de vida sedentario y comunal cambió para siempre la sociedad ancestral Pueblo". En el transcurso de una generación, el número medio de hogares en estos asentamientos creció de 1-3 a 15-20, con poblaciones medias de doscientas personas. La densidad de población aumentó drásticamente, con hasta una docena de familias ocupando aproximadamente el mismo espacio que antes albergaba a dos. Esto aumentó la seguridad frente a las incursiones y fomentó una mayor cooperación entre los residentes. También facilitó el comercio y los matrimonios mixtos entre clanes, y a finales del siglo VIII, a medida que la población de Mesa Verde aumentaba con los colonos del sur, cuatro grupos culturales distintos ocupaban las mismas aldeas.
Los grandes asentamientos Pueblo I reclamaban los recursos que se encontraban en un radio de 40 a 80 km2. Normalmente se organizaban en grupos de al menos tres y estaban separados por una distancia de 1,6 km. Hacia 860, había aproximadamente 8.000 personas viviendo en Mesa Verde. En las plazas de los pueblos más grandes, los Pueblo I excavaron enormes estructuras de 74 m2 que se convirtieron en lugares de reunión. Estas estructuras representan las primeras expresiones arquitectónicas de lo que con el tiempo se convertiría en la Era Pueblo II de las grandes casas del Cañón Chaco. A pesar del fuerte crecimiento registrado a principios y mediados del siglo IX, la imprevisibilidad de las lluvias y las sequías periódicas provocaron una drástica inversión de las tendencias de asentamiento en la zona. Muchas aldeas de finales del Pueblo I fueron abandonadas después de menos de cuarenta años de ocupación, y en el año 880 la población de Mesa Verde estaba en constante declive. A principios del siglo X se produjo una despoblación generalizada de la región, ya que la gente emigró al sur del río San Juan al Cañón del Chaco en busca de lluvias fiables para la agricultura. A medida que los habitantes de Pueblo emigraban hacia el sur, a donde muchos de sus antepasados habían emigrado doscientos años antes, la influencia del Cañón Chaco crecía, y hacia 950 Chaco había suplantado a Mesa Verde como centro cultural de la región.

#### Pueblo II: 900 a 1150

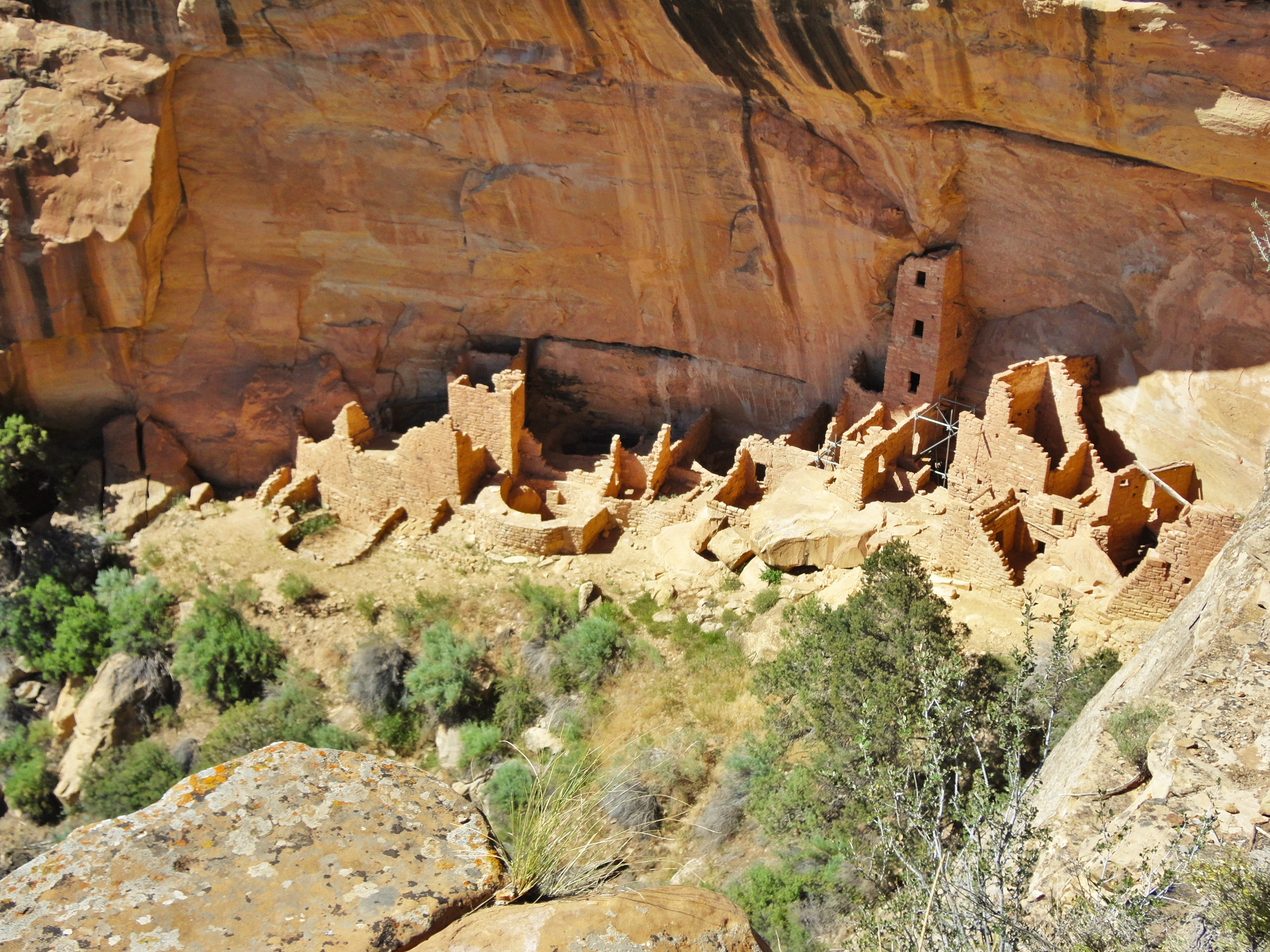
Square Tower House.

El Período Pueblo II está marcado por el crecimiento y el alcance de las comunidades centradas alrededor de las grandes casas del Cañón Chaco. A pesar de su participación en el vasto sistema chaqueño, los poblanos retuvieron una identidad cultural distinta mientras fusionaban la innovación regional con la tradición antigua, inspirando más avances arquitectónicos; los pueblos poblanos del siglo IX influenciaron doscientos años de construcción de grandes casas chaqueñas. Las sequías de finales del siglo IX hicieron que la agricultura de secano poblana fuera poco fiable, por lo que durante los 150 años siguientes sólo cultivaron cerca de los desagües. A principios del siglo XI, el rendimiento de las cosechas volvió a ser bueno. Hacia 1050 la población de la zona empezó a repuntar; a medida que aumentaba la prosperidad agrícola, la gente emigraba a Mesa Verde desde el sur.
Los agricultores poblanos recurrieron cada vez más a los embalses de mampostería durante la era Pueblo II. Durante el siglo XI, construyeron presas de contención y terrazas cerca de drenajes y laderas en un esfuerzo por conservar el suelo y la escorrentía. Estos campos compensaban el peligro de las malas cosechas en los campos de secano más grandes. A mediados del siglo X y principios del XI, las protokivas habían evolucionado hasta convertirse en estructuras circulares más pequeñas llamadas kivas, que solían tener 12 a 15 pies (3,7 a 4,6 m) de ancho. Estas kivas de estilo Mesa Verde incluían un elemento de épocas anteriores llamado sipapu, que es un agujero excavado en el norte de la cámara y simboliza el lugar de salida del inframundo del ancestral poblano. En esta época, los habitantes de Pueblo comenzaron a alejarse de los edificios de estilo jacal de poste y barro que marcaron el Período Pueblo I hacia la construcción de mampostería, que se había utilizado en la región ya en el año 700, pero no se generalizó hasta los siglos XI y XII.
La expansión de la influencia chaqueña en la zona de Mesa Verde dejó su huella más visible en forma de grandes casas de mampostería de estilo chaqueño que se convirtieron en el punto focal de muchos pueblos poblanos después de 1075. Far View House, la más grande de ellas, es considerada un clásico "atípico" del Chaco, cuya construcción probablemente comenzó entre 1075 y 1125, aunque algunos arqueólogos sostienen que se inició ya en 1020. Los pueblos de unidades de madera y tierra de la época solían estar habitados durante unos veinte años. A principios del siglo XII, el centro del control regional se desplazó de Chaco a los Aztecas, Nuevo México, en el sur de la región de Mesa Verde. Hacia 1150, la sequía había vuelto a estresar a los habitantes de la región, lo que llevó a un cese temporal de la construcción de grandes casas en Mesa Verde.

#### Pueblo III: 1150 a 1300

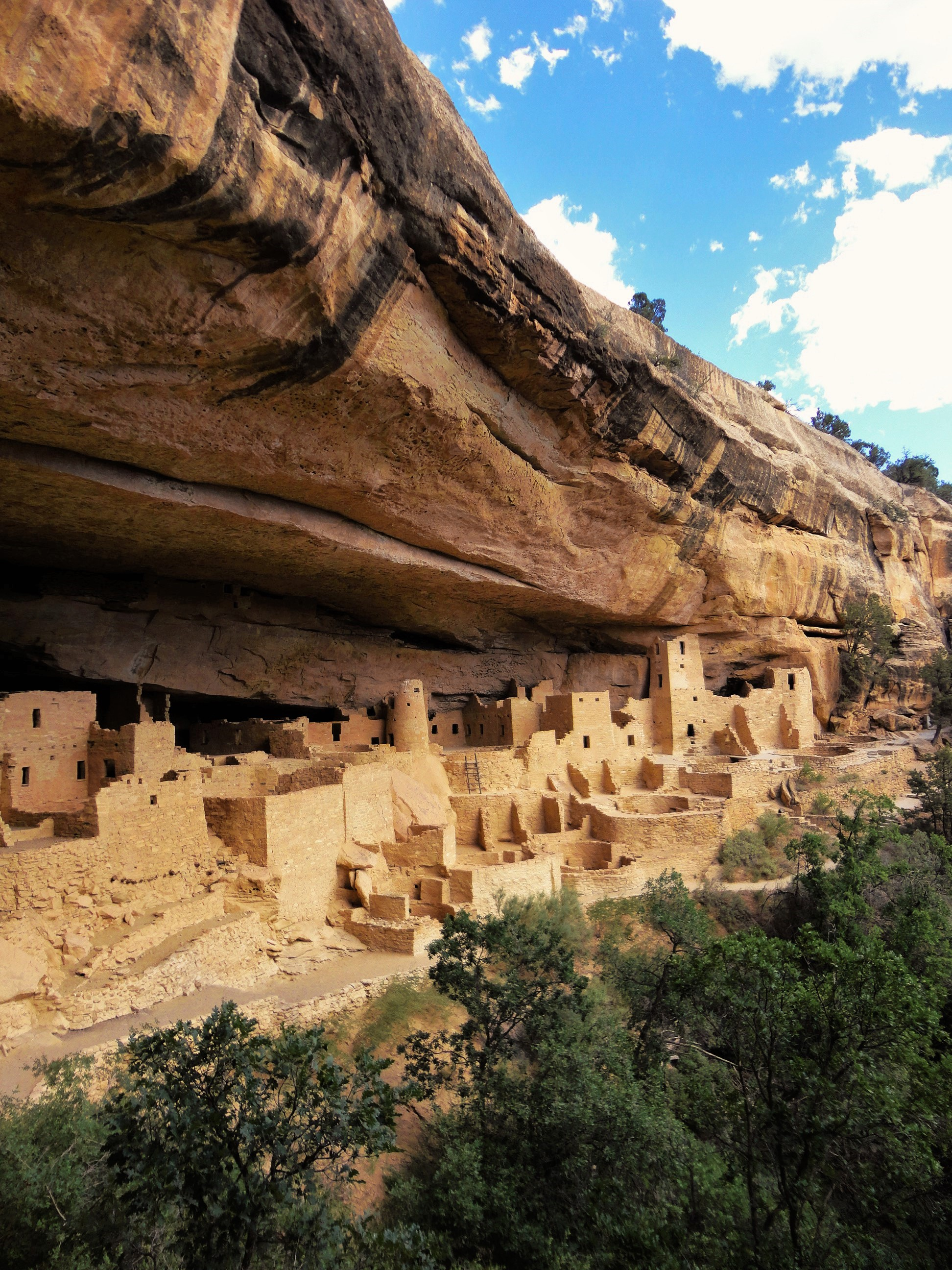
Cliff Palace es la mayor vivienda en un acantilado del Parque Nacional Mesa Verde.

Una grave sequía entre 1130 y 1180 provocó una rápida despoblación en muchas partes de la cuenca de San Juan, sobre todo en el Cañón Chaco. A medida que el extenso sistema chaqueño se derrumbaba, la gente emigraba cada vez más a Mesa Verde, provocando un gran crecimiento demográfico en la zona. Esto dio lugar a asentamientos mucho más grandes, de seiscientas a ochocientas personas, lo que redujo la movilidad de los pobladores, que en el pasado habían trasladado con frecuencia sus viviendas y campos como parte de su estrategia agrícola. Para mantener a estas poblaciones más numerosas, dedicaron cada vez más mano de obra a la agricultura. El aumento de la población también condujo a una mayor tala de árboles que redujo el hábitat de muchas especies de plantas y animales silvestres de las que dependían los pobladores, lo que acentuó su dependencia de los cultivos domesticados, susceptibles de fracasar por la sequía.
El sistema chacoano trajo grandes cantidades de bienes importados a Mesa Verde durante finales del siglo XI y principios del XII, incluyendo cerámica, conchas y turquesas, pero a finales del siglo XII, cuando el sistema se derrumbó, la cantidad de bienes importados por la mesa disminuyó rápidamente, y Mesa Verde quedó aislada de la región circundante. Durante aproximadamente seiscientos años, la mayoría de los agricultores poblanos habían vivido en pequeñas granjas de una o dos familias en la cima de la mesa. Normalmente estaban situadas cerca de sus campos y a poca distancia de las fuentes de agua. Esta práctica continuó a mediados y finales del siglo XII, pero a principios del siglo XIII empezaron a vivir en cañones cerca de fuentes de agua y a poca distancia de sus campos.
Las aldeas poblanas prosperaron a mediados de la Era Pueblo III, cuando los arquitectos construyeron enormes edificios de varios pisos y los artesanos adornaron la cerámica con diseños cada vez más elaborados. Las estructuras construidas durante este periodo han sido descritas como "uno de los mayores tesoros arqueológicos del mundo". Los edificios de mampostería de Pueblo III solían estar ocupados durante aproximadamente cincuenta años, más del doble de la vida útil de las estructuras de jacal de Pueblo II. Otros estuvieron habitados ininterrumpidamente durante doscientos años o más. Las innovaciones arquitectónicas como las torres y las estructuras de paredes múltiples también aparecen durante la Era Pueblo III. La población de Mesa Verde se mantuvo bastante estable durante la sequía del siglo XII. A principios del siglo XIII, vivían allí unas 22.000 personas. La zona experimentó un aumento moderado de la población en las décadas siguientes, y espectacular entre 1225 y 1260. La mayoría de los habitantes de la región vivían en las llanuras al oeste de la mesa, en lugares como Yellow Jacket Pueblo, cerca de Cortez, Colorado. Otros colonizaron los bordes y laderas de los cañones en estructuras multifamiliares que alcanzaron un tamaño sin precedentes a medida que aumentaba la población. Hacia 1260, la mayoría de los habitantes de Pueblo vivían en grandes pueblos que albergaban a varias familias y a más de cien personas.
En el siglo XIII se registraron 69 años de precipitaciones por debajo de la media en la región de Mesa Verde, y después de 1270 la zona sufrió temperaturas especialmente frías. La Dendrocronología indica que el último árbol talado para la construcción en la mesa se cortó en 1281. Durante esta época se produjo un importante descenso en las importaciones de cerámica a la región, pero la producción local se mantuvo estable. A pesar de las difíciles condiciones, los Puebloans continuaron cultivando la zona hasta que un período severamente seco de 1276 a 1299 puso fin a setecientos años de ocupación humana continua en Mesa Verde. Los arqueólogos se refieren a este período como la "Gran Sequía". Los últimos habitantes de la mesa abandonaron la zona c. 1285.

#### Guerra

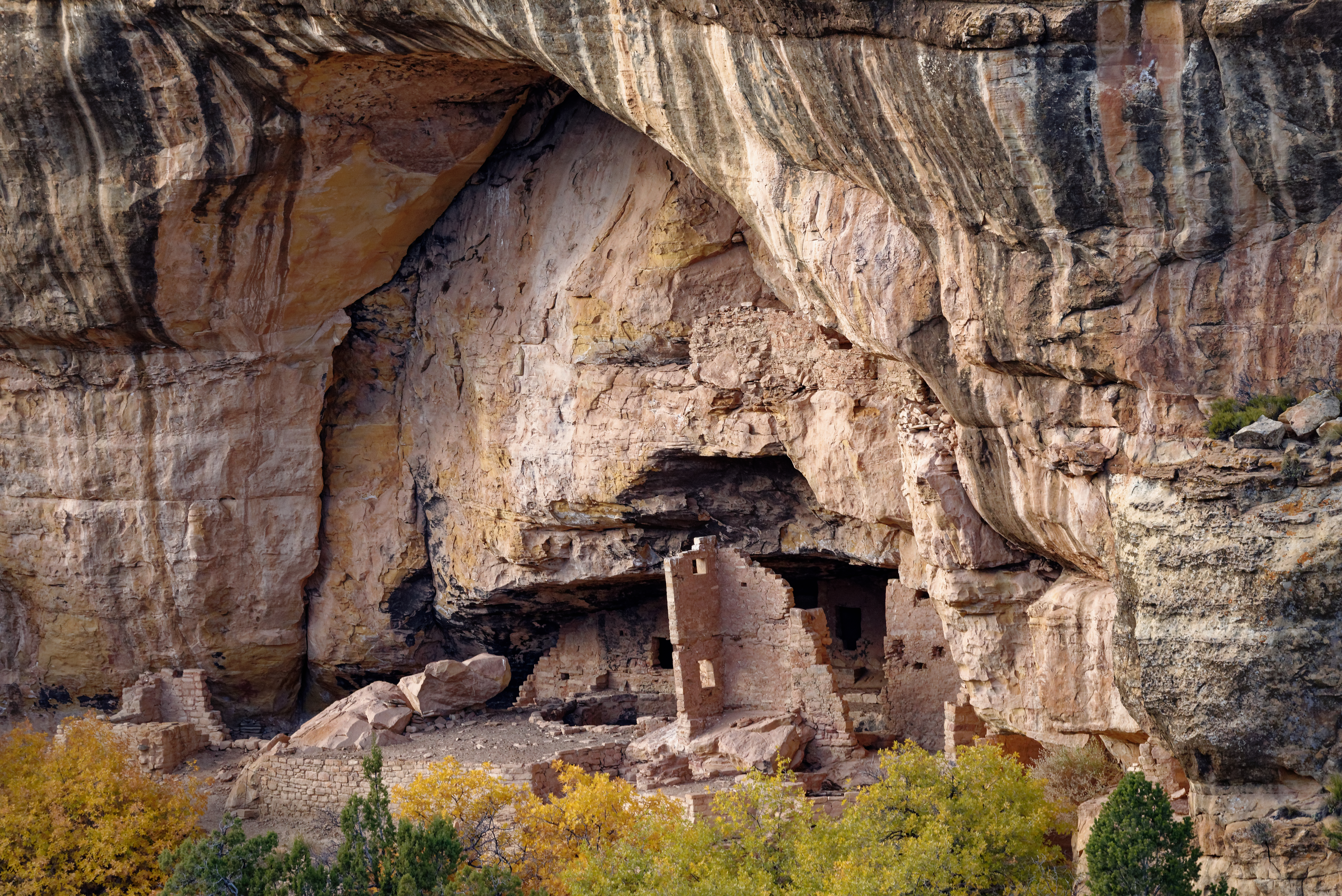
Oak Tree House.

Durante el periodo Pueblo III (1150 a 1300), los habitantes de Pueblo construyeron numerosas torres de mampostería de piedra que probablemente sirvieron como estructuras defensivas. A menudo incorporaban túneles ocultos que conectaban las torres con las kivas asociadas. Para la guerra utilizaban las mismas herramientas que para cazar, como arcos y flechas, hachas de piedra, palos de madera y lanzas. También fabricaban escudos de piel y de cestería que sólo utilizaban durante las batallas. A lo largo del siglo XIII se produjeron guerras periódicas en la mesa. Los líderes cívicos de la región probablemente alcanzaron poder y prestigio distribuyendo alimentos en épocas de sequía. Este sistema probablemente se quebró durante la "Gran Sequía", lo que dio lugar a intensas guerras entre clanes rivales. La creciente incertidumbre económica y social de las últimas décadas del siglo provocó conflictos generalizados. Se han descubierto evidencias de aldeas parcialmente quemadas y traumas post mortem, y los residentes de una aldea parecen haber sido víctimas de una masacre en todo el sitio.
Se han documentado pruebas de violencia y canibalismo en la región central de Mesa Verde. Aunque la mayor parte de la violencia, que alcanzó su punto álgido entre 1275 y 1285, se atribuye generalmente a luchas internas entre pobladores, las pruebas arqueológicas halladas en Sand Canyon Pueblo, en el Monumento Nacional de los Cañones de los Antiguos, sugieren que también se produjeron interacciones violentas entre habitantes de Pueblo y gentes de fuera de la región. Las pruebas de los ataques fueron descubiertas por miembros del Centro Arqueológico del Cañón del Cuervo durante la década de 1990. Los asaltos, que también se produjeron en el Castle Rock Pueblo del monumento nacional, fueron datados en c. 1280, y se considera que pusieron fin a varios siglos de ocupación Puebloan en esos sitios. Muchas de las víctimas mostraban signos de fracturas craneales, y la uniformidad de las lesiones sugiere que la mayoría fueron infligidas con una pequeña hacha de piedra. Otras fueron desolladas, desmembradas y canibalizadas. La antropofagia (canibalismo) podría haberse llevado a cabo como estrategia de supervivencia en épocas de inanición. El registro arqueológico indica que, en lugar de estar aislado en la región de Mesa Verde, el conflicto violento fue generalizado en América del Norte a finales del siglo XIII y principios del XIV, y probablemente se vio exacerbado por los cambios climáticos globales que afectaron negativamente al suministro de alimentos en todo el continente.

#### Migración
La región de Mesa Verde experimentó condiciones inusualmente frías y secas a principios del siglo XIII. Esto podría haber impulsado la emigración a Mesa Verde desde lugares menos hospitalarios. El aumento de la población afectó al medio ambiente de la Mesa, poniendo aún más a prueba a una sociedad agrícola que sufría las consecuencias de la sequía. El patrón de precipitaciones bimodal de la región, que traía lluvias durante la primavera y el verano y nevadas durante el otoño y el invierno, comenzó a fallar después de 1250. Después de 1260, se produjo una rápida despoblación de Mesa Verde, ya que "decenas de miles de personas" emigraron o murieron de hambre. Muchas comunidades más pequeñas de la región de las Cuatro Esquinas también fueron abandonadas durante este periodo. Los Ancestrales Puebloanos tenían una larga historia de migraciones ante la inestabilidad medioambiental, pero la despoblación de Mesa Verde a finales del siglo XIII fue diferente en el sentido de que la región se vació casi por completo y ningún descendiente regresó para construir asentamientos permanentes. Aunque la sequía, el agotamiento de los recursos y la superpoblación contribuyeron a la inestabilidad durante los dos últimos siglos de ocupación de los Ancestrales Pueblo, su excesiva dependencia de los cultivos de maíz se considera el "defecto fatal" de su estrategia de subsistencia.
Los habitantes de Pueblo que abandonaron la zona casi no dejaron pruebas directas de su migración, pero sí dejaron enseres domésticos, como utensilios de cocina, herramientas y ropa, lo que dio a los arqueólogos la impresión de que la emigración fue fortuita o apresurada. Se calcula que 20.000 personas vivieron en la región durante el siglo XIII, pero a principios del siglo XIV la zona estaba prácticamente deshabitada. Es posible que muchos de los emigrantes supervivientes se trasladaran al sur de Arizona y Nuevo México. Aunque el ritmo de asentamiento no está claro, los aumentos en zonas escasamente pobladas, como Río Chama, Meseta de Pajarito y Santa Fe, se corresponden directamente con el período de migración desde Mesa Verde. Los arqueólogos creen que los poblanos que se asentaron en las zonas cercanas al Río Grande, donde la cerámica negra sobre blanco de Mesa Verde se generalizó durante el siglo XIV, probablemente estaban emparentados con las familias a las que se unieron y no eran intrusos no deseados. Los arqueólogos ven esta migración como una continuación, en lugar de una disolución, de la sociedad y la cultura de los Ancestrales Pueblos. Muchos otros se trasladaron a las orillas del río Pequeño Colorado, en el oeste de Nuevo México y el este de Arizona. Aunque los arqueólogos tienden a centrarse en los factores "push" que alejaron a los poblanos de la región, también hubo varios "factores de atracción" ambientales, como temperaturas más cálidas, mejores condiciones agrícolas, abundante madera y rebaños de bisontes, que incentivaron la reubicación en la zona cercana al Río Grande. Además de los numerosos asentamientos a lo largo del Río Grande, los descendientes contemporáneos de los poblanos viven en pueblos en Acoma, Zuni, Jemez, y Laguna.

#### Organización
Aunque el Cañón Chaco pudo haber ejercido un control regional sobre Mesa Verde a finales del siglo XI y principios del XII, la mayoría de los arqueólogos ven la región de Mesa Verde como una colección de comunidades más pequeñas basadas en sitios centrales y sitios relacionados que nunca estuvieron completamente integrados en una estructura cívica más grande. En la región se han identificado varias calzadas antiguas, de una anchura media de 15 a 45 pies (4,6 a 13,7 m) y bordeadas de bermas de tierra. La mayoría parecen conectar comunidades y santuarios; otras rodean grandes casas. La extensión de la red no está clara, pero no se han descubierto caminos que conduzcan al Great North Road chacoano, o que conecten directamente Mesa Verde y los sitios chacoanos.
Se han identificado santuarios de los pueblos ancestrales, llamados herraduras, cerca de segmentos de carreteras en la región. Su propósito no está claro, pero se han excavado varias herraduras en forma de C, y se cree que han sido "santuarios direccionales" utilizados para indicar la ubicación de grandes casas.

#### Arquitectura

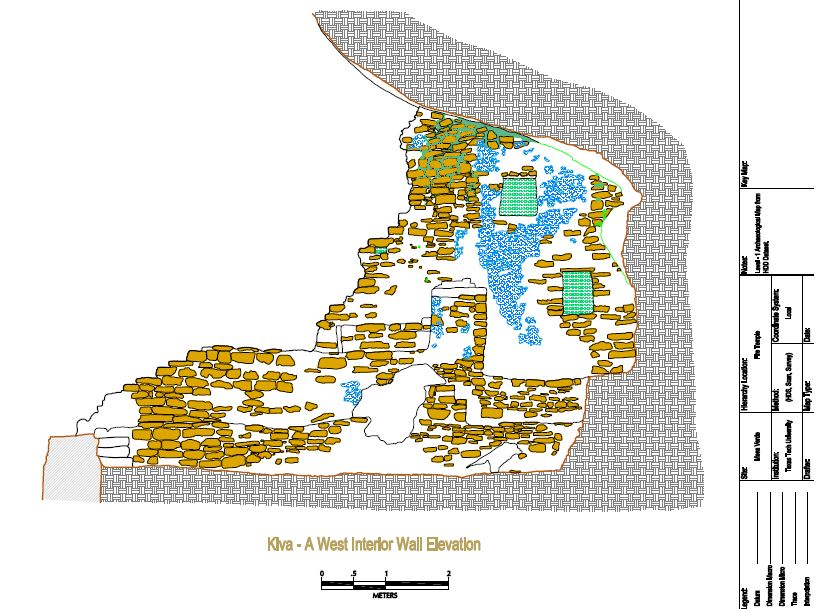
Vista en sección de la Kiva A del Templo del Fuego de Mesa Verde, recortada a partir de datos de escaneado láser recogidos por una asociación entre CyArk y el National Park Service. Dado que el Templo del Fuego fue construido, al menos parcialmente, para ajustarse a las dimensiones del nicho del acantilado en el que fue construido, no tiene forma redonda ni es realmente subterráneo como otras estructuras generalmente definidas como kiva.

Mesa Verde es más conocida por un gran número de viviendas bien conservadas en el acantilado, casas construidas en alcobas, o salientes de roca a lo largo de las paredes del cañón. Las estructuras contenidas en estas alcobas eran en su mayoría bloques de arenisca dura, unidos y enlucidos con mortero de adobe. Las construcciones específicas tenían muchas similitudes, pero en general eran únicas en su forma debido a la topografía individual de las diferentes alcobas a lo largo de las paredes del cañón. En marcado contraste con las construcciones y aldeas anteriores en la cima de las mesetas, las viviendas en los acantilados de Mesa Verde reflejaban una tendencia en toda la región hacia la agregación de las crecientes poblaciones regionales en barrios cercanos y altamente defendibles durante el siglo XIII.
Los edificios Pueblo se construían con piedra, ventanas orientadas al sur y en forma de U, E y L. Los edificios estaban situados más cerca unos de otros y reflejaban una celebración religiosa cada vez más profunda. Se construyeron torres cerca de las kivas, probablemente para vigilar. La cerámica se hizo más versátil, incluyendo jarras, cucharones, cuencos, jarras y vajilla para comida y bebida. Surgió la cerámica blanca con diseños negros, cuyos pigmentos procedían de las plantas. Las técnicas de gestión y conservación del agua, incluyendo el uso de embalses y presas de retención de limo, también surgieron durante este período.
Los estilos de estas construcciones de arenisca/mortero, tanto las viviendas de superficie como las de acantilado, incluían ventanas y puertas en forma de "T". Esto ha sido tomado por algunos arqueólogos, entre ellos Stephen H. Lekson, como prueba del alcance continuado del sistema chaqueño. Otros investigadores ven estos elementos como parte de un estilo Puebloan más generalizado o significado espiritual en lugar de evidencia de la continuación de un sistema socioeconómico de élite específico.
Mientras que gran parte de la construcción en estos sitios es consistente con las formas arquitectónicas Pueblo comunes, incluyendo kivas, torres, y casas excavadas, las constricciones de espacio de estas alcobas requirieron lo que parece haber sido una concentración mucho más densa de sus poblaciones. Mug House, una típica vivienda en un acantilado de la época, albergaba a unas 100 personas que compartían 94 pequeñas habitaciones y ocho kivas construidas unas contra otras y que compartían muchas de sus paredes; los constructores de estas zonas maximizaban el espacio de todas las formas posibles, sin que ninguna zona se considerara prohibida para la construcción.

#### Astronomía

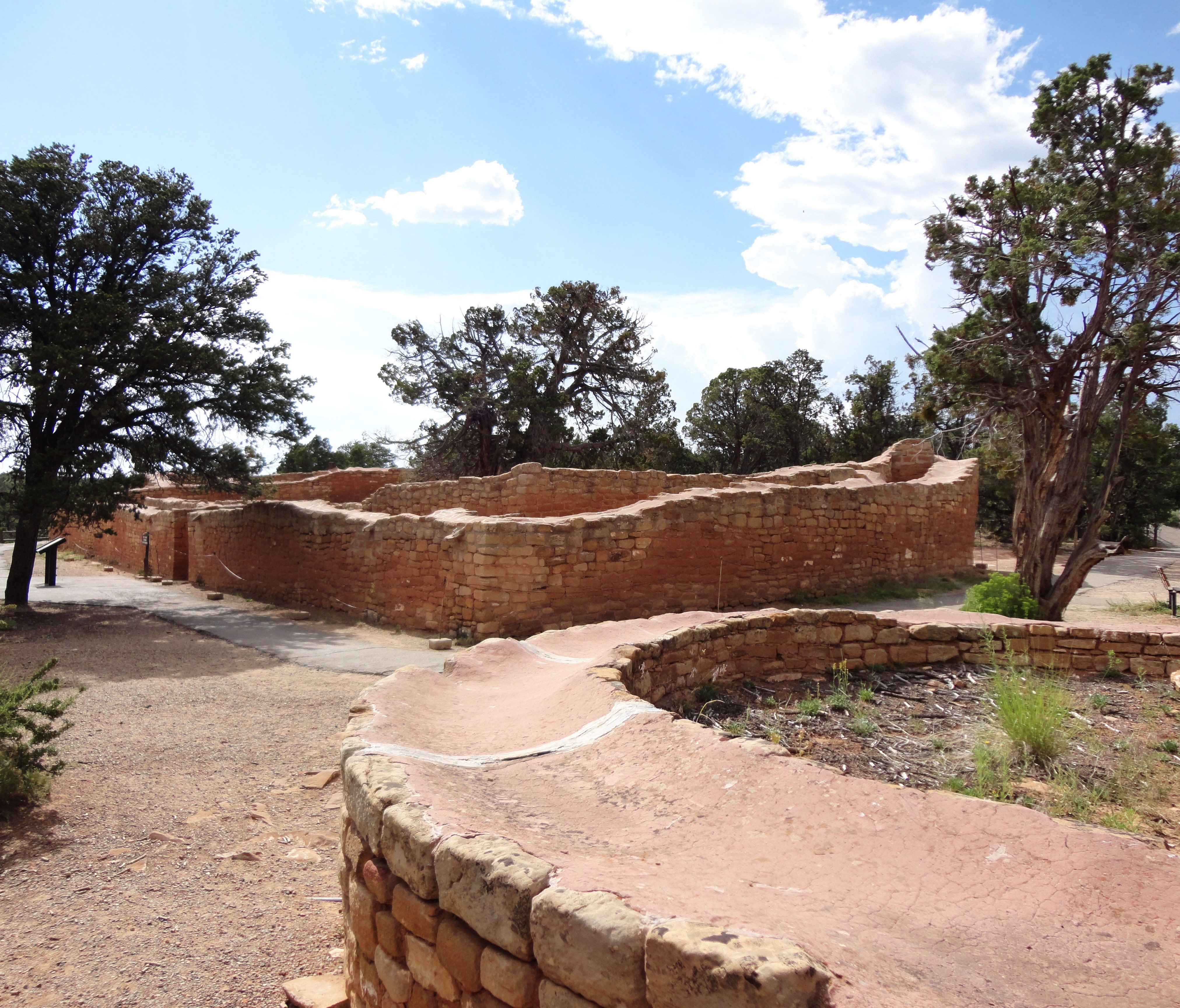
El Templo del Sol en Mesa Verde.

Los habitantes de Pueblo utilizaban las observaciones astronómicas para planificar sus cultivos y ceremonias religiosas, basándose tanto en las características naturales del paisaje como en las estructuras de mampostería construidas con este fin. Varias grandes casas de la región estaban alineadas con los puntos cardinales, lo que situaba ventanas, puertas y muros a lo largo de la trayectoria del sol, cuyos rayos indicaban el paso de las estaciones. Se cree que el Templo del Sol de Mesa Verde fue un observatorio astronómico.
El templo tiene forma de D, y su alineación está a 10,7 grados de la verdadera este-oeste. Su ubicación y orientación indican que sus constructores comprendían los ciclos del sol y de la luna. Está alineado con la mayor parada lunar, que se produce una vez cada 18,6 años, y con la puesta de sol durante el solsticio de invierno, que se puede ver poniéndose sobre el templo desde una plataforma en el extremo sur del Palacio del Acantilado, al otro lado del Cañón Fewkes. Al fondo del cañón se encuentra la hoguera del Templo del Sol, que se ilumina con los primeros rayos del sol naciente durante el solsticio de invierno. El Templo del Sol es una de las mayores estructuras exclusivamente ceremoniales construidas por los Ancestrales Puebloans.

#### Agricultura y sistemas de control del agua

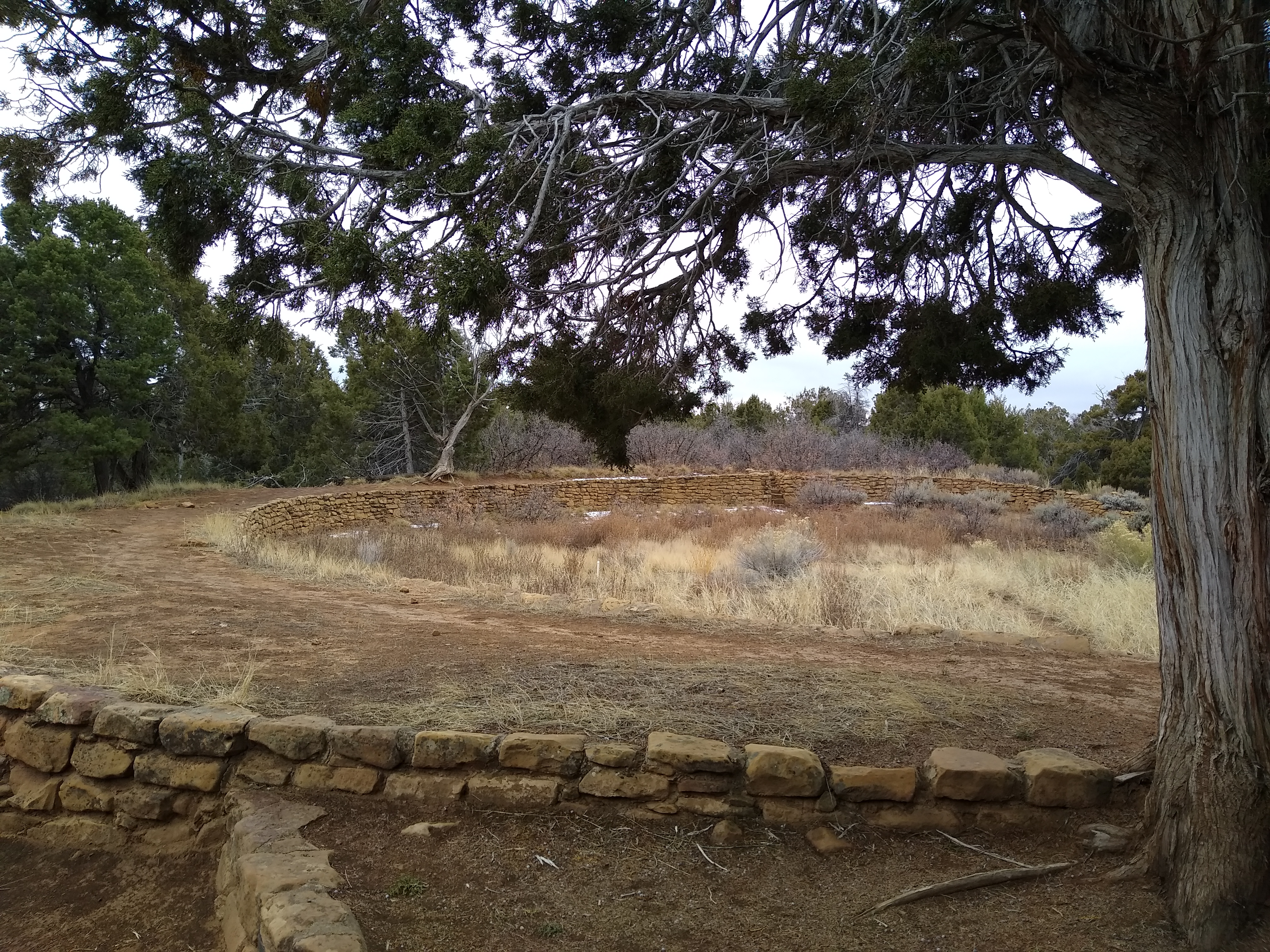
Embalse de Far View.

A partir del siglo VI, los agricultores que vivían en el centro de Mesa Verde cultivaban maíz, frijoles, calabazas y calabazas. La combinación de maíz y frijoles proporcionaba a los habitantes de Pueblo los aminoácidos de una proteína completa. Cuando las condiciones eran buenas, 1.2 a 1.6 hectáreas de tierra proporcionaban alimentos suficientes para una familia de tres o cuatro individuos durante un año, siempre que se complementaran con caza y plantas silvestres. Como los habitantes de Pueblo dependían cada vez más del maíz como alimento básico, el éxito o fracaso de las cosechas era un factor importante en sus vidas. La mesa está ligeramente inclinada hacia el sur, lo que aumenta su exposición al sol. Antes de la introducción de la cerámica, los alimentos se horneaban, asaban y secaban. Las piedras calientes que se dejaban caer en recipientes podían hacer hervir el agua brevemente, pero como las judías debían hervirse durante una hora o más, su uso no se generalizó hasta después de que la cerámica se hubiera extendido por toda la región. Con la mayor disponibilidad de cerámica después del 600, las alubias se hicieron mucho más fáciles de cocinar. Esto proporcionó una proteína de alta calidad que redujo la dependencia de la caza. También ayudó al cultivo del maíz, ya que las leguminosas añaden nutrientes muy necesarios a los suelos en los que se cultivan, lo que probablemente aumentó el rendimiento del maíz.
La mayoría de los habitantes de Pueblo practicaban la agricultura de secano, que dependía de la lluvia para regar sus cultivos, pero otros utilizaban la escorrentía, los manantiales, las fuentes y los estanques naturales. A partir del siglo IX, cavaron y mantuvieron embalses que recogían la escorrentía de las lluvias estivales y el deshielo primaveral; algunos cultivos se regaban a mano. Los arqueólogos creen que antes del siglo XIII, los manantiales y otras fuentes de agua se consideraban recursos públicos compartidos, pero a medida que los poblanos se mudaron a pueblos cada vez más grandes construidos cerca o alrededor de los suministros de agua, el control se privatizó y se limitó a los miembros de la comunidad circundante.
Entre los años 750 y 800, los habitantes de Pueblo empezaron a construir dos grandes estructuras de contención de agua en los fondos de los cañones: los embalses de Morefield y Box Elder. Poco después, se empezó a trabajar en dos más: los embalses de Far View y Sagebrush, de aproximadamente 27 m de diámetro y construidos en la cima de la mesa. Los embalses se encuentran en una línea este-oeste que recorre aproximadamente 10 km, lo que sugiere que los constructores siguieron un plan centralizado para el sistema. En 2004, la American Society of Civil Engineers designó estas cuatro estructuras como National Civil Engineering Historic Landmarks. Un análisis geoespacial de 2014 sugirió que ni la recogida ni la retención de agua eran posibles en el embalse de Far View. Esta interpretación ve la estructura como un espacio ceremonial con caminos de procesión en una adaptación de la cultura chacoana.

#### Caza y forrajeo

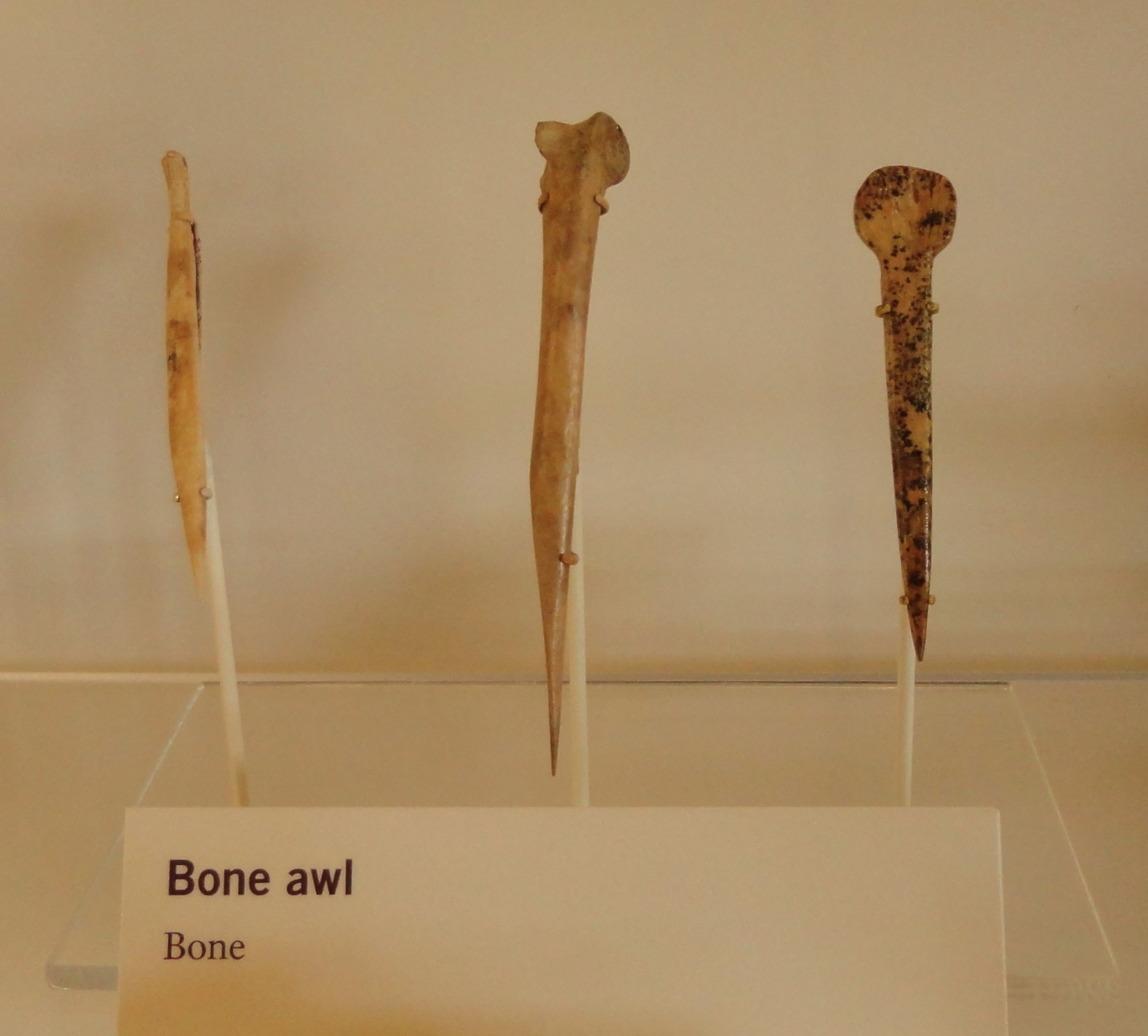
Imagen de tres largas herramientas de hueso.

Los habitantes de Pueblo solían capturar animales de caza menor, pero a veces organizaban partidas de caza que recorrían largas distancias. Sus principales fuentes de proteína animal procedían del ciervo mulo y el conejo, pero ocasionalmente cazaban borregos cimarrones, antílopes y alces. Comenzaron a domesticar pavos alrededor del año 1000, y en el siglo XIII el consumo de este animal alcanzó su punto álgido, suplantando al ciervo como principal fuente de proteínas en muchos lugares. Estos pavos domesticados consumían grandes cantidades de maíz, lo que aumentó aún más la dependencia de este cultivo básico. Los habitantes de Pueblo tejían mantas con plumas de pavo y pieles de conejo, y fabricaban utensilios como leznas y agujas con huesos de pavo y ciervo. A pesar de la disponibilidad de peces en los ríos y arroyos de la zona, las pruebas arqueológicas sugieren que rara vez se comían.
Los habitantes de Pueblo complementaban su dieta recolectando semillas y frutos de plantas silvestres, buscando en grandes extensiones de tierra mientras obtenían estos recursos. Dependiendo de la estación del año, recolectaban nueces de piñón y bayas de enebro, pata de ganso, hierba mala, verdolaga, tomatillo, tansy mustard, malva de globo, semillas de girasol y yuca, así como varias especies de hierba y cactus. Los frutos de la Pera grillo constituían una rara fuente de azúcar natural. Las semillas silvestres se cocían y molían para hacer gachas. Utilizaban la artemisa y la caoba de montaña, junto con el piñón y el enebro, como leña. También fumaban tabaco silvestre. Dado que los Ancestrales Pueblo consideraban sagrado todo el material consumido y desechado por sus comunidades, sus basureros eran vistos con reverencia. A partir del período Basketmaker III, c. 700, los habitantes de Pueblo solían enterrar a sus muertos en estos túmulos.

#### Cerámica
Los estudiosos están divididos en cuanto a si la cerámica se inventó en la región de las Cuatro Esquinas o se introdujo desde el sur. Especímenes de cuencos de arcilla poco profundos y sin cocer encontrados en el Monumento Nacional del Cañón de Chelly indican que la innovación podría haberse derivado del uso de cuencos de arcilla para tostar semillas. El uso repetido de estos cuencos los hizo duros e impermeables al agua, lo que podría representar la primera cerámica cocida de la región. Una teoría alternativa sugiere que la alfarería se originó en la zona de Mogollon Rim al sur, donde se utilizaban cuencos de pasta marrón durante los primeros siglos de la era común. Otros creen que la cerámica fue introducida en Mesa Verde desde México, c. 300 d. C. No existen pruebas de la existencia de antiguos mercados de cerámica en la región, pero los arqueólogos creen que los alfareros locales intercambiaban objetos decorativos entre las familias. Vasijas de cocina hechas con roca ígnea triturada tempers de lugares como Ute Mountain eran más resistentes y apetecibles, y los Puebloans de toda la región comerciaban con ellas.
El análisis por activación neutrónica indica que gran parte de la cerámica negra sobre blanco encontrada en Mesa Verde fue producida localmente. Las arcillas del Cretácico, tanto de la Dakota como de la Formación Menefee, se utilizaron en la cerámica negra sobre blanco, y las arcillas de la Formación Mancos para las tinajas onduladas. La evidencia de que la cerámica de ambos tipos se movía entre varios lugares de la región sugiere la interacción entre grupos de antiguos alfareros, o que podrían haber compartido una fuente común de materias primas. La cerámica negra sobre blanco de Mesa Verde se producía en tres lugares: Sand Canyon, Castle Rock y Mesa Verde. La evidencia arqueológica indica que casi todos los hogares tenían al menos un miembro que trabajaba como alfarero. Los hornos de trinchera se construían lejos de los pueblos y más cerca de las fuentes de leña. Sus tamaños varían, pero los más grandes tenían hasta 24 pies (7,3 m) de largo y se cree que eran hornos compartidos que servían a varias familias. Los diseños se añadían a las vasijas de cerámica con un pincel de hoja de yuca y pinturas hechas de hierro, manganeso, beeplant y mostaza de tanaceto.
La mayor parte de la cerámica encontrada en los pueblos del siglo IX era de tamaño individual o para familias pequeñas, pero a medida que el ceremonialismo comunal se expandió durante el siglo XIII, se produjeron muchas vasijas más grandes, del tamaño de un festín. Las decoraciones onduladas aparecen en las vajillas grises de Mesa Verde después del año 700, y en el año 1000 ya se fabricaban vasijas enteras de este modo. La técnica creaba una superficie exterior rugosa que era más fácil de agarrar que la cerámica gris normal, que era lisa. En el siglo XI, estas vasijas onduladas, que disipaban el calor con más eficacia que las lisas, habían sustituido en gran medida a las antiguas, cuya tendencia a retener el calor las hacía propensas a desbordarse. La ondulación se desarrolló probablemente cuando los antiguos alfareros intentaron imitar las propiedades visuales de la cestería en espiral. La cerámica ondulada se fabricaba con arcillas de formaciones distintas a la de Menefee, lo que sugiere que los antiguos alfareros seleccionaban arcillas diferentes para estilos distintos. Los alfareros también seleccionaban las arcillas y alteraban las condiciones de cocción para conseguir colores específicos. En condiciones normales, las vasijas de esquisto de Mancos se volvían grises al cocerlas, y las de arcilla de la Formación Morrison, blancas. Las arcillas del sureste de Utah se volvían rojas cuando se cocían en un ambiente con alto contenido en oxígeno.

#### Arte rupestre y murales

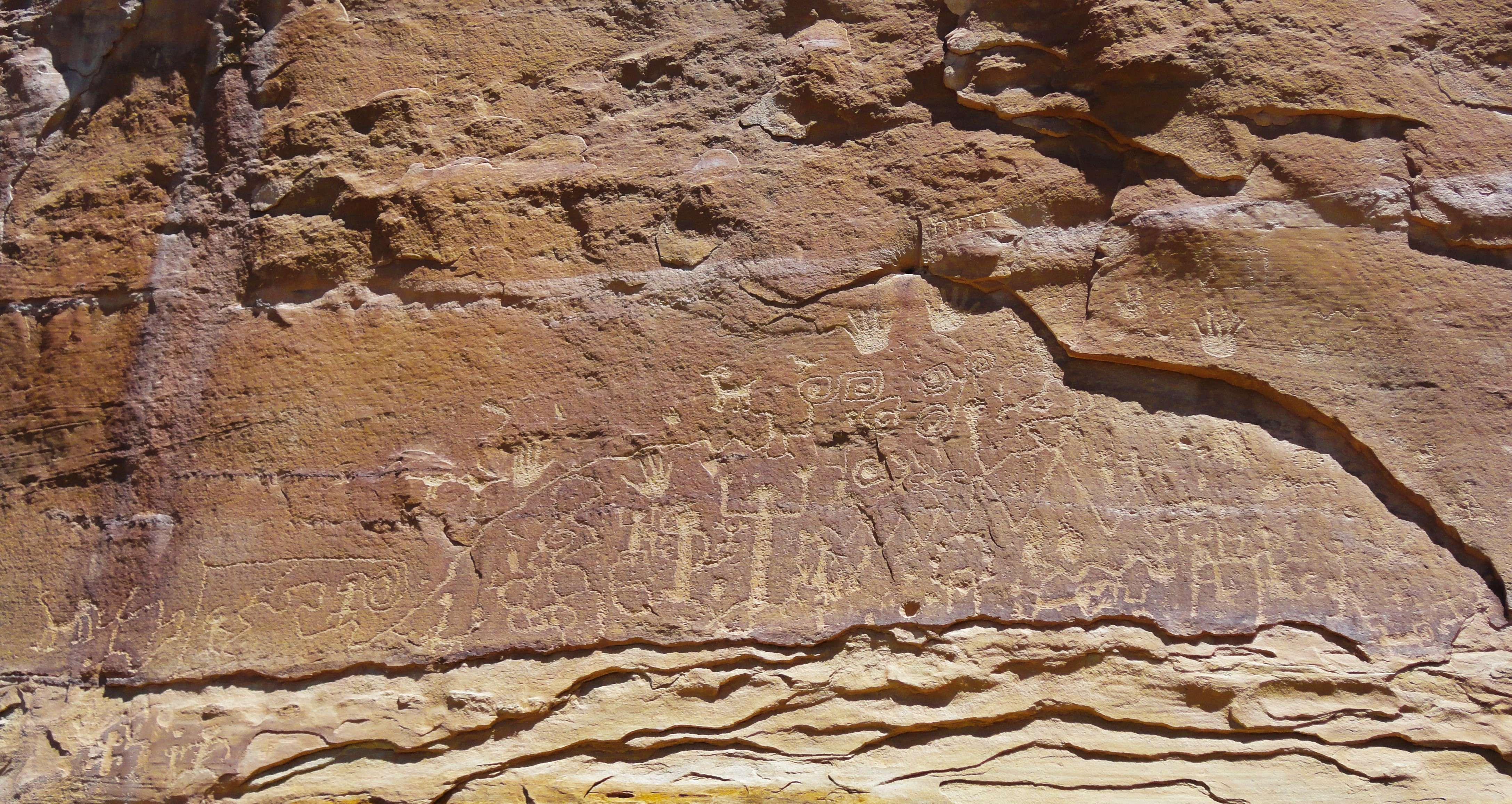
Punto de Petroglifos de Mesa Verde; los glifos representan (arriba; de derecha a izquierda) a los clanes del Águila, la Oveja de Montaña, el Loro, el Sapo Cornudo y el León de Montaña, y a los Ancestrales Puebloanos (abajo).

El arte rupestre se encuentra en toda la región de Mesa Verde, pero su dispersión es desigual y periódica. En algunos lugares hay numerosos ejemplos; en otros, ninguno, y en algunos periodos la creación fue prolífica, mientras que en otros fue escasa. Los estilos también varían con el tiempo. Los ejemplos son relativamente raros en Mesa Verde propiamente dicha, pero abundantes en la zona media del río San Juan, lo que podría indicar la importancia del río como ruta de viaje y fuente clave de agua. Los motivos comunes en el arte rupestre de la región incluyen figuras antropomorfas en procesión y durante la cópula o el parto, huellas de manos, huellas de animales y personas, líneas onduladas, espirales, círculos concéntricos, animales y escenas de caza. A medida que la población de la región cayó en picado a finales del siglo XIII, el tema del arte rupestre pobloniano se desplazó cada vez más a las representaciones de escudos, guerreros y escenas de batalla. Los modernos Hopi han interpretado los petroglifoss de Mesa Verde's Petroglyph Point como representaciones de varios clanes de personas.
Desde finales del periodo Pueblo II (1020) hasta Pueblo III (1300), los Ancestrales Pueblo de la región de Mesa Verde crearon murales de yeso en sus grandes casas, especialmente en sus kivas. Los murales contenían imágenes pintadas e inscritas que representaban animales, personas y diseños utilizados en textiles y cerámica que se remontan a Basketmaker III, c. 500. Otros representan triángulos y montículos que se cree que representan montañas y colinas del paisaje circundante. Los murales se situaban normalmente en la cara del banco de la kiva y solían rodear la habitación. Los motivos geométricos que se asemejan a símbolos utilizados en la alfarería y el zigzag que representa puntadas utilizadas en la cestería son motivos comunes. Los murales pintados incluyen los colores rojo, verde, amarillo, blanco, marrón y azul. Los Hopi seguían utilizando estos diseños durante los siglos XV y XVI.

## Historia
El lugar estuvo habitado desde el siglo VI por los indios anasazi, que construyeron sus poblados primero en las cimas de las mesetas y más tarde, a partir del siglo XII en cuevas en las paredes de los cañones, hasta que fue abandonado repentinamente hacia 1275 por razones desconocidas.
Los primeros europeos que llegaron a la región de Mesa Verde fueron los exploradores españoles, que buscaban una ruta de Santa Fe (Nuevo México) a California, en las décadas de 1760 y 1770. Bautizaron la región con el nombre de Mesa Verde debido a sus elevadas mesetas cubiertas de bosques de enebros y pinos.
No fue hasta 1873, con las observaciones de un prospector llamado John Moss, cuando se hizo pública la existencia de los poblados de piedra. El año siguiente, el prospector guio al fotógrafo William Henry Jackson por el cañón del Mancos, en la base de Mesa verde, desde donde pudo fotografiar uno de los poblados. En 1875, el geólogo William H. Holmes recorrió la ruta de Jackson. Los informes de Jackson y Holmes fueron incluidos en el informe del Hayden Survey, en 1876, una de las cuatro expediciones de exploración del oeste americano financiadas por el gobierno federal, que, junto con otras publicaciones, condujeron a propuestas para la exploración sistemática de los restos arqueológicos del suroeste, aunque durante algunos años no tuvieron consecuencias prácticas.
Mientras tanto, el valle del Mancos comenzó a ser ocupado por rancheros, y comenzó el expolio de los restos arqueológicos. Richard Wetherill, ranchero y arqueólogo aficionado, fue el primer guía turístico de la región.
Otros visitantes ilustres fueron la reportera Virginia McClurg, cuyos esfuerzos continuados durante años llevaron a la constitución del parque nacional; el fotógrafo y escritor Frederick H. Chapin, que en 1892 publicó The Land of the Cliff-Dwellers, el primer libro ilustrado en el que se ofrecía una descripción extensiva del lugar; y el geólogo sueco Gustaf Nordenskiöld, que en 1891 fue el primero en estudiar científicamente las ruinas.
A finales del siglo XIX era patente que Mesa Verde necesitaba protección ante el vandalismo continuado. Finalmente, el 29 de junio de 1906, fue establecido el parque nacional Mesa Verde.
En el verano de 2002, el parque sufrió extensos incendios forestales y tuvo que ser cerrado en parte. Aunque toda la extensión del parque ha vuelto a abrir, aún son visibles los daños sufridos.

## Servicios
La entrada del parque se sitúa a quince kilómetros al este de Cortez. El centro de visitantes se encuentra a 24 kilómetros de la entrada, y la zona más popular, Chapin Mesa, a 10 kilómetros del centro de visitantes.
El Museo Arqueológico de Chapin Mesa informa sobre la civilización de los anasazi y expone piezas arqueológicas.
Tres de los poblados de Chapin Mesa están abiertos al público:
- Spruce Tree House abre todo el año, salvo mal tiempo.
- Balcony House y Cliff Palace cierran en invierno; sólo se pueden recorrer en visitas guiadas.

A 19,2 kilómetros al suroeste del centro de visitantes, por una carretera de montaña, se llega a Wetherill Mesa, donde se encuentran Long House y Step House. Muchos otros poblados son visibles desde la carretera, pero no están abiertos al público.
Además de los poblados en los acantilados, también hay ruinas en la cima de las mesetas. Entre las abiertas al público se encuentran Far View Complex, Cedar Tree Tower y el Templo del Sol, en Chapin Mesa, y Badger House Community en Wetherill Mesa.
El parque también tiene senderos señalizados, una zona de acampada, gasolinera, restaurantes y alojamientos, aunque estos están cerrados en invierno.

## Sitios de interés
- Cliff Palace: Es el poblado más grande y conocido de Mesa Verde. Se han identificado 220 habitaciones y 23 kivas.

- Mug House: Ruinas situadas en Wetherill Mesa y excavadas en la década de 1960 por el arqueólogo Arthur Rohn. Contiene 94 habitaciones en cuatro niveles, con una gran kiva, construida con pilastras y muros verticales simples. Esta estrura ceremonial tiene forma de ojo de cerradura, debido a un entrante tras el hogar, lo que se considera un elemento distintivo del estilo de Mesa Verde. Las habitaciones que se agrupan alrededor de la kiva sugieren que esta pudo haber estado techada.

- Sand Canyon Pueblo: Contiene más de 420 habitaciones, 90 kivas y 14 torres en un extenso espacio abierto, con una fuente en la cabecera de un pequeño cañón. Las excavaciones indican que fue construido entre 1250 y 1270 siguiendo un plan preestablecido, aunque algunas habitaciones fueron añadidas después. Entre los elementos distintivos destaca una estructura en forma de D rodeada de múltiples muros, una gran kiva y ciertas características que lo relacionan con la arquitectura del cañón del Chaco.

- Spruce Tree House: Situado en Chapin Mesa, bien conservado y de fácil acceso. Las ruinas incluyen una kiva visitable con el techo reconstruido. Las excavaciones indican que, como la mayoría de las construcciones de Mesa Verde, estuvo ocupada menos de un siglo.

- Square Tower House: La torre que da nombre a este poblado es la estructura más alta de Mesa Verde. Estuvo ocupada entre 1200 y 1300.

- Embalses de Mesa Verde.

## Galería de imágenes

Parque nacional Mesa Verde
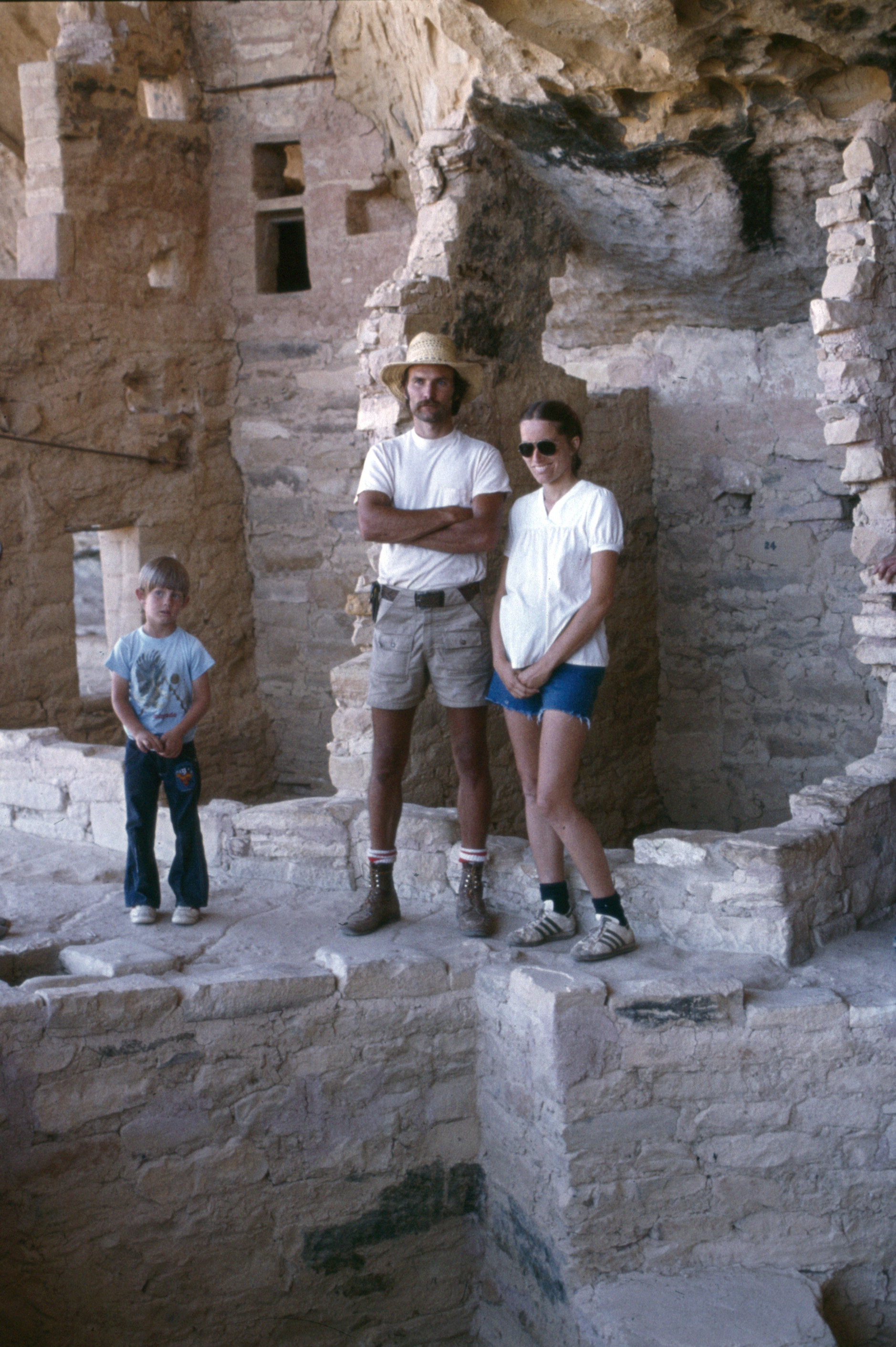
Balkony House
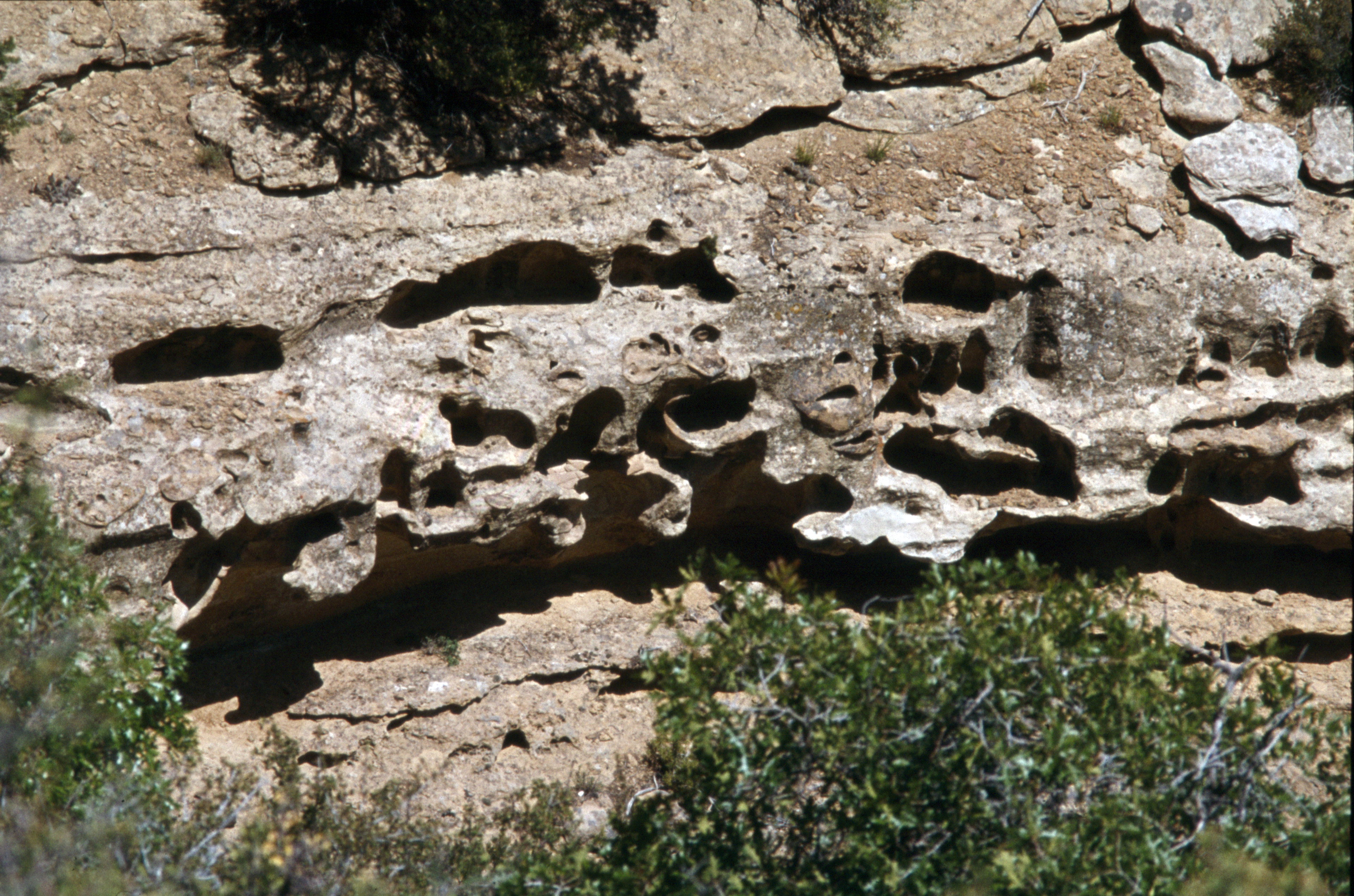
Cliff Canyon
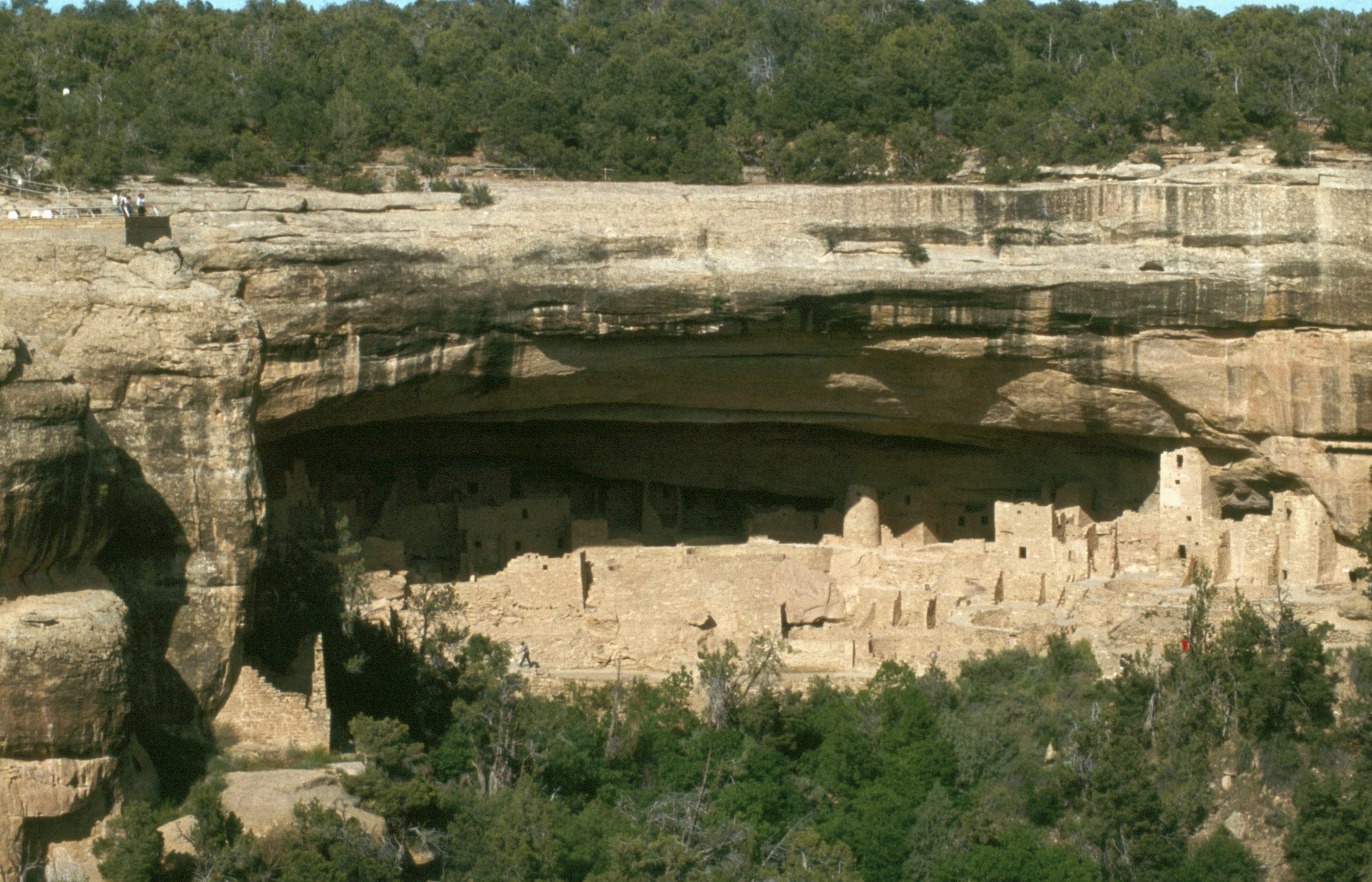
Cliff Palace
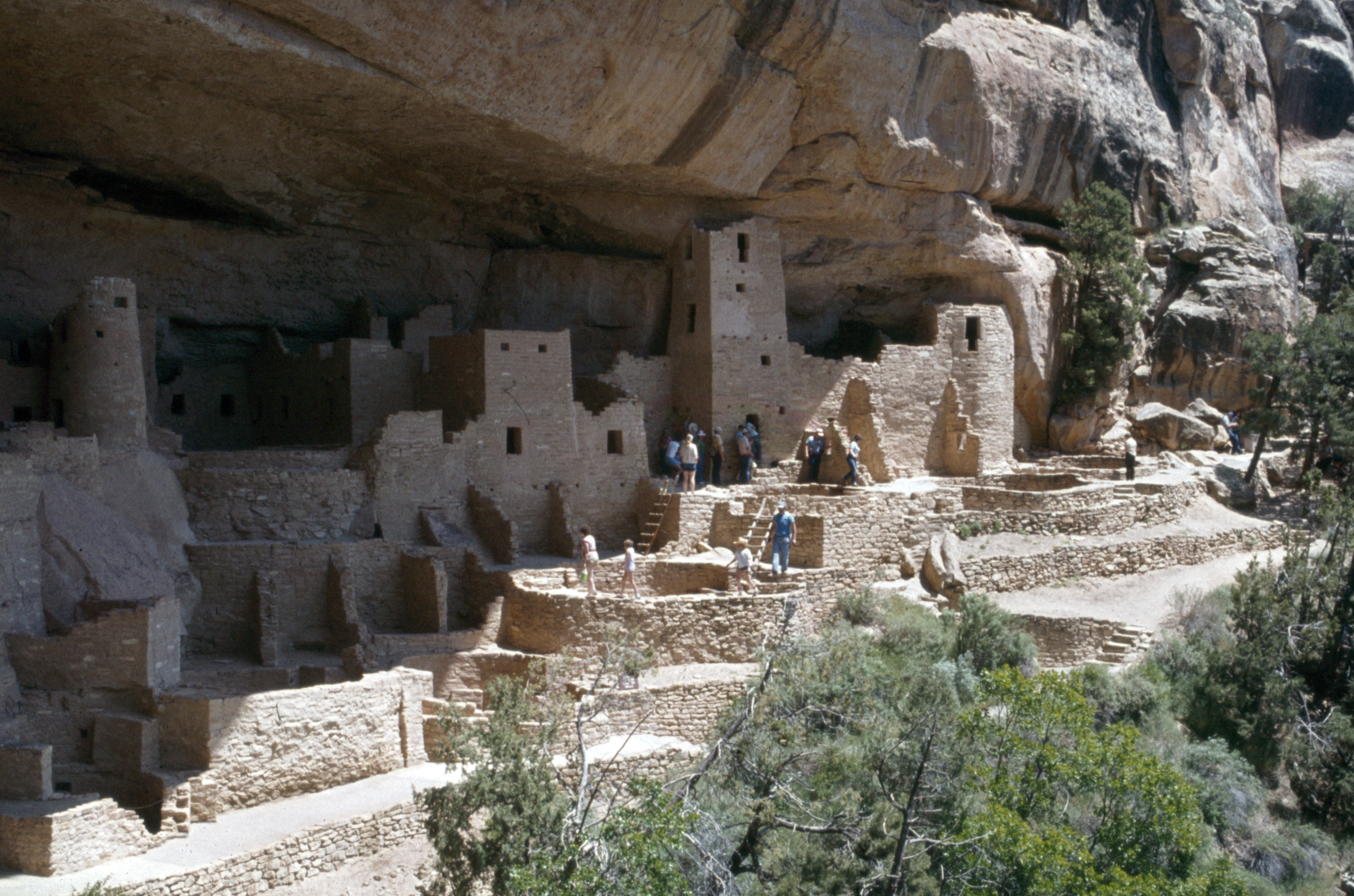
Cliff Palace
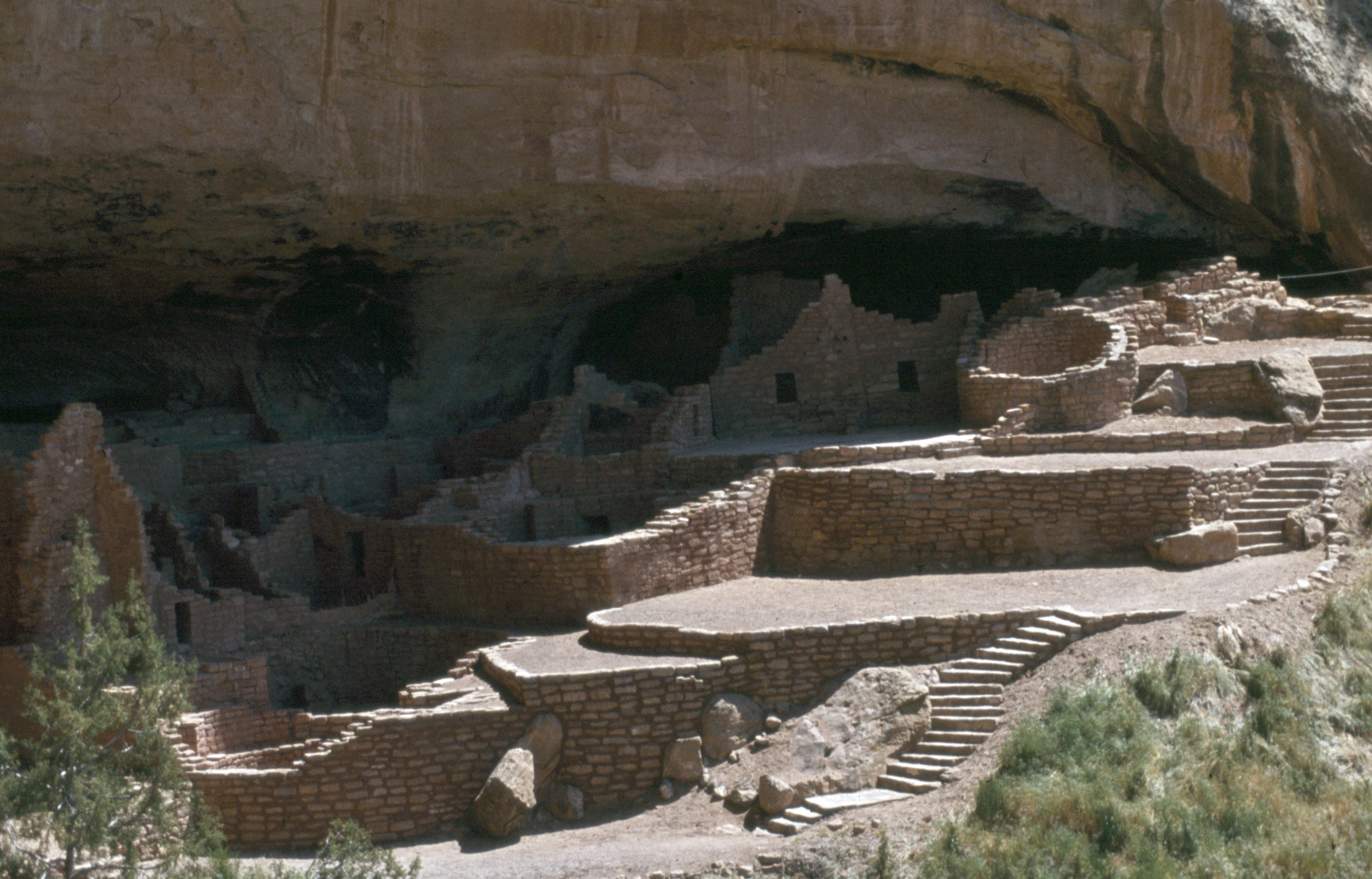
Long House
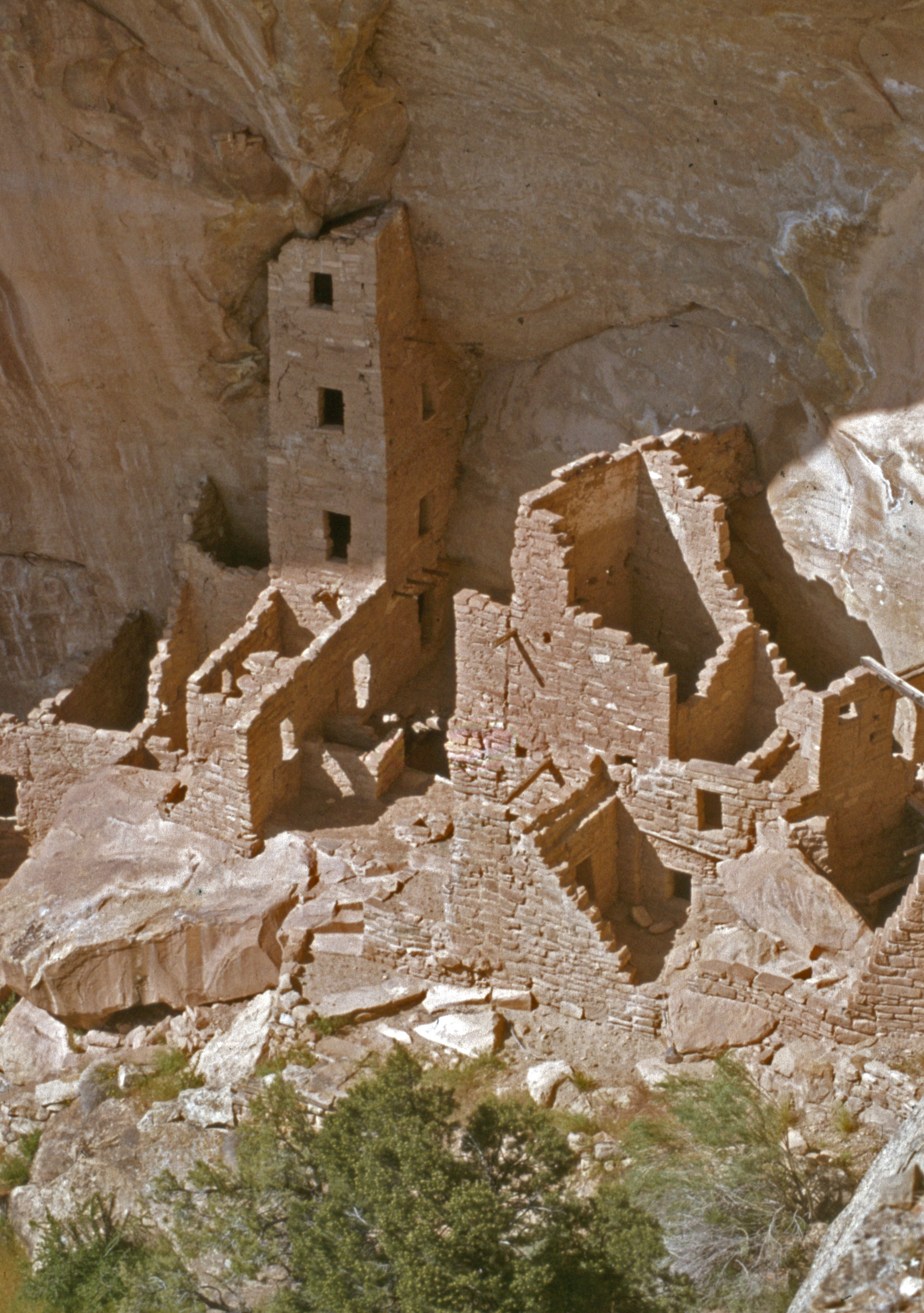
Square Tower House
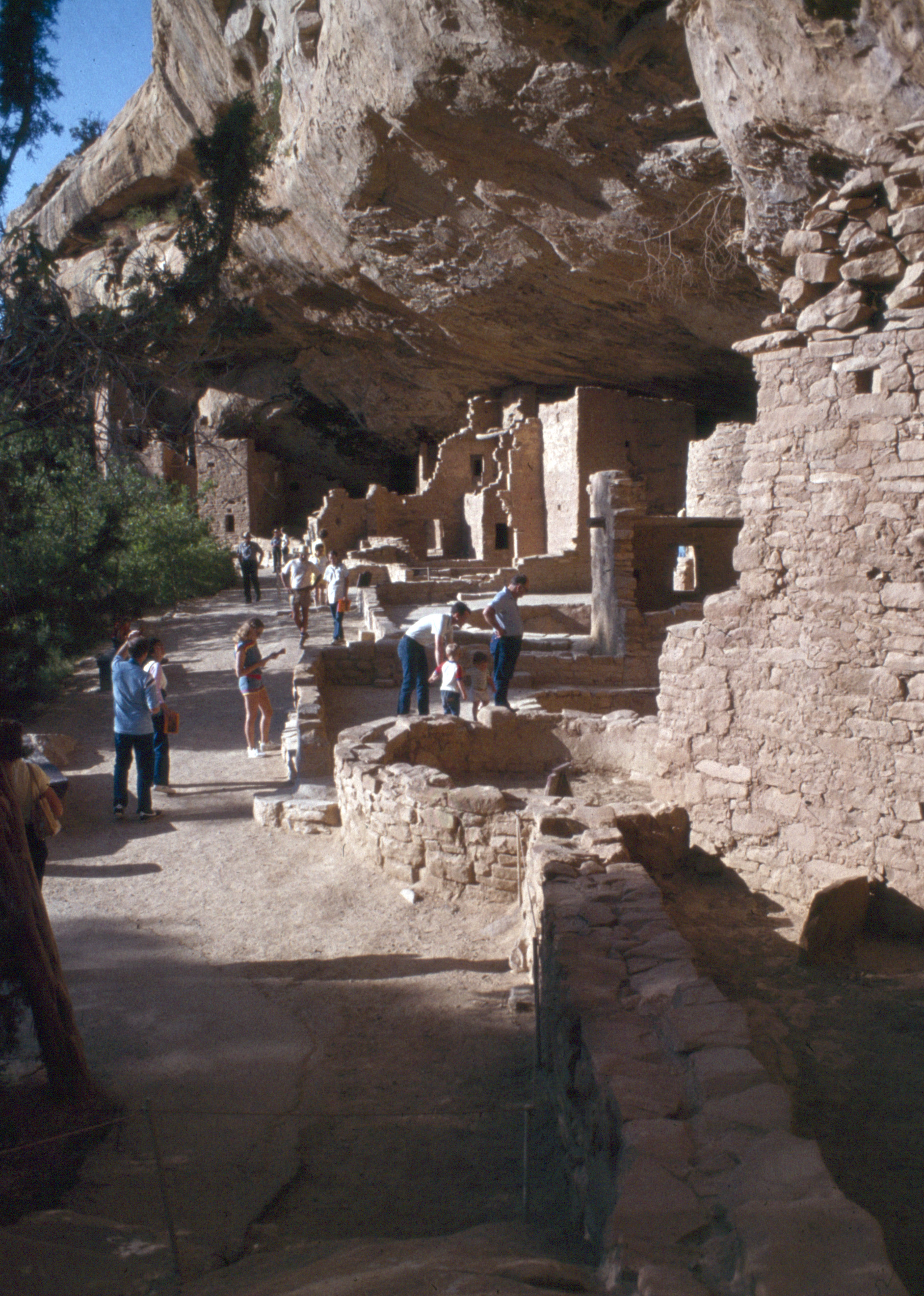
Spruce Tree House
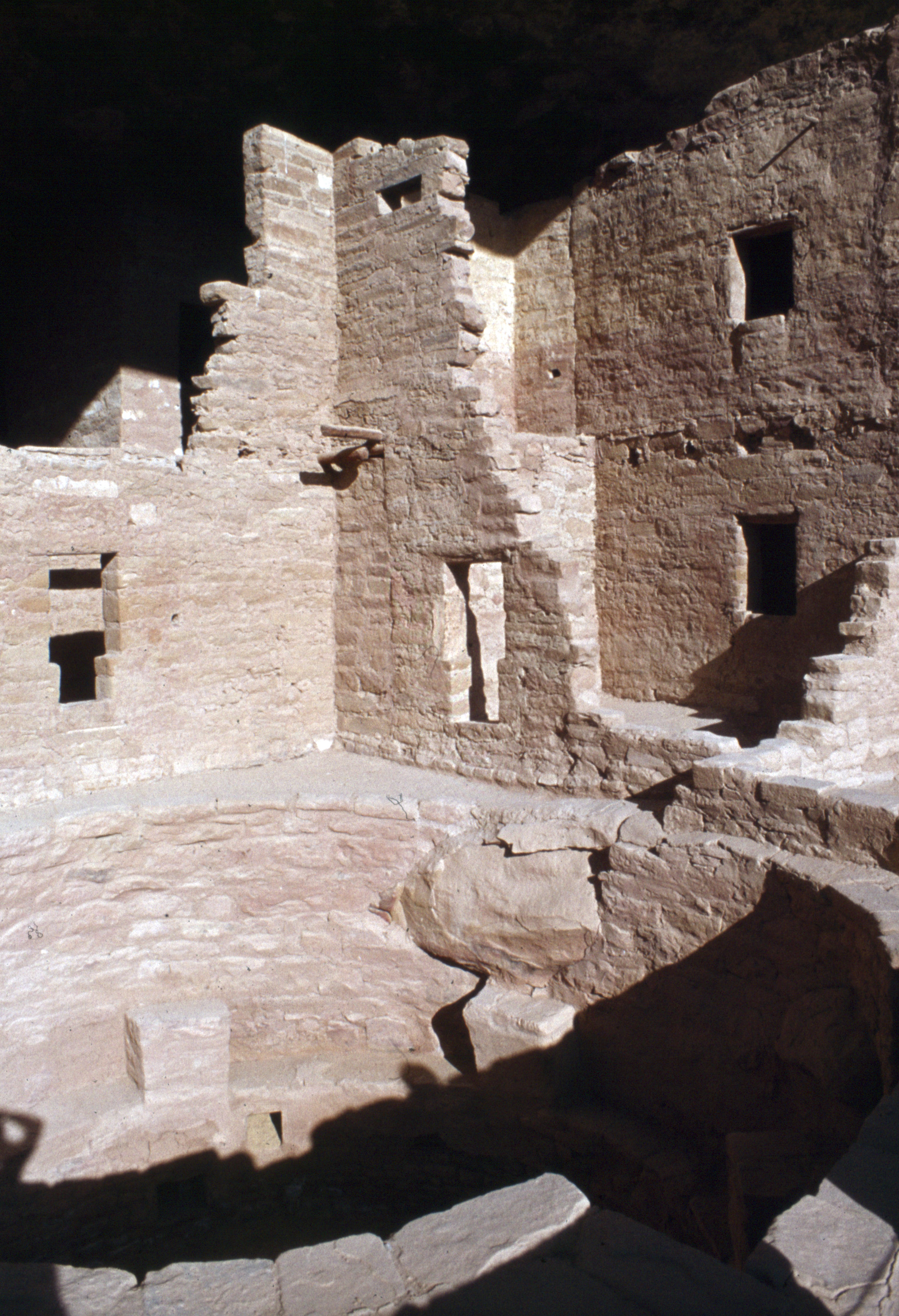
Spruce Tree House